# John Wesley
Pour les articles homonymes, voir Wesley.
John Wesley (prononcé /dʒɒn wɛs.li/), né le 28 juin (17 juin a.s.) 1703 et mort le 2 mars 1791, est un religieux, théologien et évangélisateur anglais qui fut le déclencheur d'un mouvement de réveil au sein de l'Église d'Angleterre, connu sous le nom de méthodisme.
À l'université d'Oxford, John Wesley présidait le « Holy Club », une société créée dans le but d'étudier et de poursuivre une vie chrétienne dévote, qui avait été fondée par son frère Charles et comptait George Whitefield parmi ses membres. Ordonné prêtre anglican en 1728, il connaît d'abord un ministère infructueux de deux ans à Savannah en Géorgie, puis revient à Londres où il rejoint une société religieuse dirigée par les Frères moraves. Le 24 mai 1738, il connaît une expérience spirituelle au cours de laquelle il sent son cœur « étrangement réchauffé ». Il quitte ensuite les Moraves, commençant son propre ministère.
La prédication itinérante, parfois en plein air, a été l'une des clés du développement de son ministère. Sillonnant la Grande-Bretagne et l'Irlande, il forme de petits groupes de chrétiens engagés qui développent leur propre processus d'instruction et d'adhésion religieuse et il confie à des évangélistes laïcs itinérants le soin d'accompagner ces groupes, cela sans rompre avec l'Église d'Angleterre et en insistant au contraire sur le fait que le mouvement méthodiste s'inscrit bien dans sa tradition. Sa prédication n'est cependant pas toujours bien reçue par les pasteurs anglicans et il lui sera interdit de prêcher dans de nombreuses églises paroissiales - ce qui l'incitera d'autant plus à prêcher en plein air. C'est ainsi que les méthodistes furent parfois persécutés.
Contrairement à George Whitefield, John Wesley adopta les doctrines arminiennes. Il plaida aussi pour la notion de perfection chrétienne, soutenant que, dans cette vie, les chrétiens peuvent atteindre un état où l'amour de Dieu « règne d'une manière suprême dans leur cœur », leur donnant la sainteté extérieure et intérieure. Il encourageait ses auditeurs à faire une expérience personnelle avec Jésus-Christ, le « plus excellent chemin » vers la « perfection chrétienne ». La théologie wesleyenne reste à ce jour le fondement de la doctrine des Églises méthodistes.
Sous la direction de Wesley, les méthodistes devinrent des acteurs importants de la réforme sociale en Angleterre, notamment en ce qui concerne l'humanisation des prisons et l'abolition de l'esclavage. À la fin de sa vie, il fut décrit comme « l'homme le plus aimé d'Angleterre ».

## Jeunesse
John Wesley est né le 28 juin (17 juin a.s.) 1703 à Epworth, à 37 km au nord-ouest de Lincoln. Il est le quinzième enfant de Samuel Wesley et de son épouse Susanna Wesley (née Annesley). Samuel Wesley était diplômé de l'Université d'Oxford et un poète qui, à partir de 1696, fut recteur d'Epworth. Il épousa Susanna, la vingt-cinquième enfant de Samuel Annesley, un ministre dissident, en 1689. Finalement, elle eut dix-neuf enfants, dont neuf survécurent au-delà de la petite enfance. Elle et Samuel Wesley étaient devenus membres de l'Église d'Angleterre alors qu'ils étaient jeunes adultes.
Comme dans de nombreuses familles à l'époque, les parents de John Wesley donnèrent à leurs enfants une forme d'éducation de base. Chaque enfant, y compris les filles, apprit à lire dès qu'il pouvait marcher et parler. Ils devaient devenir compétents en latin et en grec et avoir appris par cœur de grandes parties du Nouveau Testament. Susanna Wesley examinait chaque enfant avant le repas de midi et avant les prières du soir. Les enfants n'étaient pas autorisés à manger entre les repas et étaient interrogés individuellement par leur mère un soir par semaine dans le but d'un enseignement spirituel intensif. En 1714, à 11 ans, John Wesley fut envoyé à la Charterhouse School de Londres (sous la direction de John King à partir de 1715), où il mena une vie studieuse, méthodique et, pendant un certain temps, religieuse dans l'esprit avec lequel il avait été formé à la maison.

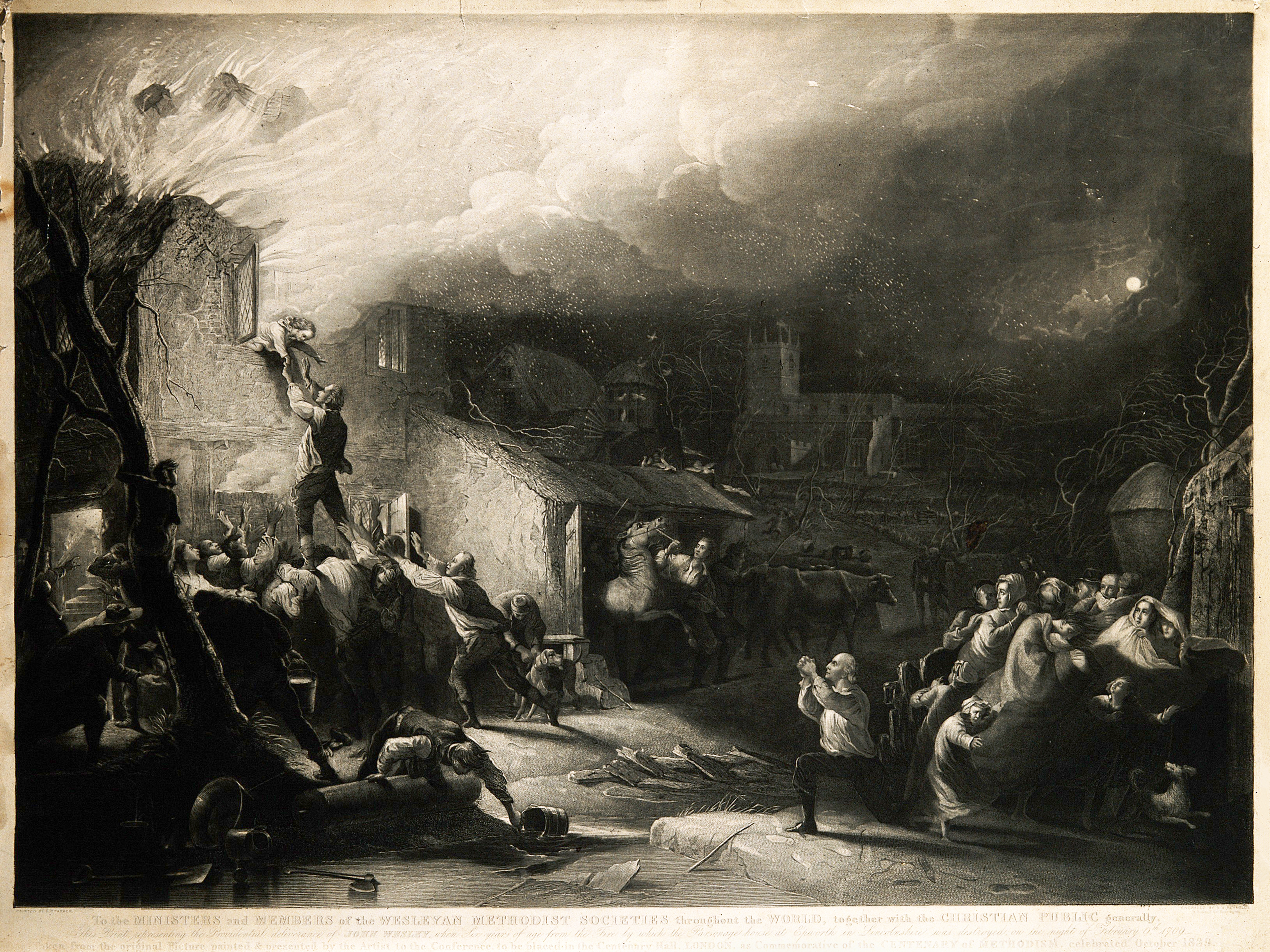
Samuel William Reynolds, Le sauvetage du jeune John Wesley du presbytère en feu [Mezzotinte].

En dehors de son éducation disciplinée, un incendie dans le presbytère qui se produisit le 9 février 1709, alors que John Wesley avait cinq ans, laissa sur lui une impression indélébile. Peu après 23h, le toit du presbytère prit feu. Des étincelles tombant sur les lits des enfants et des cris : « au feu » de la rue réveillèrent les Wesley qui réussirent à faire passer tous leurs enfants hors de la maison, à l'exception de John resté bloqué à l'étage supérieur. Avec les escaliers en flammes et le toit sur le point de s'effondrer, Wesley fut évacué par une fenêtre grâce à un paroissien debout sur les épaules d'un autre homme. Wesley a utilisé plus tard l'expression « un tison arraché du feu », citant Zacharie 3:2, pour décrire l'incident. Cette délivrance advenue durant l'enfance s'est ajoutée à la légende sur John Wesley, attestant de son destin spécial et de son travail extraordinaire. Wesley fut également influencé par le lien supposé avec le phénomène de hantise du presbytère d'Epworth entre 1716 et 1717. La famille Wesley rapporta fréquemment des bruits étranges et des apparitions occasionnelles, qu'ils attribuèrent à un esprit nommé « Old Jeffery ».

## Éducation

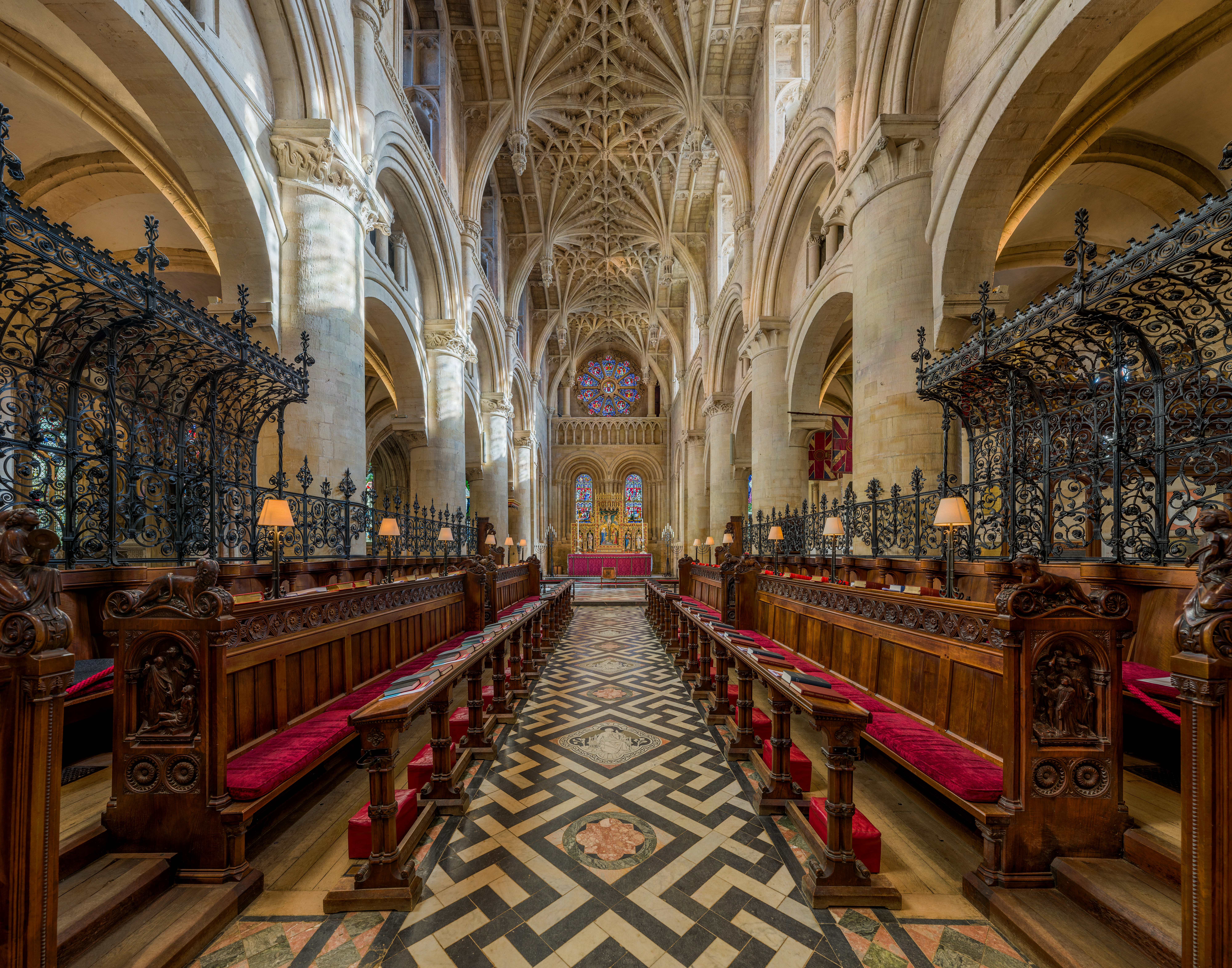
Christ Church, cathédrale du diocèse d'Oxford, chapelle du collège Wesley et lieu d'ordination.

En juin 1720, John Wesley entra à Christ Church, à Oxford, où il obtint son diplôme quatre ans plus tard.
Il fut ordonné diacre le 25 septembre 1725. Les ordres sacrés étaient une étape nécessaire pour devenir fellow et tuteur à l'université. En mars 1726, Wesley fut élu à l'unanimité fellow du Lincoln College d'Oxford. Cela entraînait le droit à une chambre au collège et à un salaire régulier. Tout en poursuivant ses études, il enseigna le grec et la philosophie, donna des cours sur le Nouveau Testament et modéra les débats quotidiens à l'université. Cependant, un appel au ministère empiéta sur sa carrière universitaire. En août 1727, après avoir terminé son master, Wesley retourna à Epworth. Son père avait demandé son aide au service de la cure voisine de Wroot. Ordonné prêtre le 22 septembre 1728,, Wesley fut curé de la paroisse pendant deux ans.
L'année de son ordination, il lut Thomas a Kempis et Jeremy Taylor, montrant son intérêt pour le mysticisme et il commença à rechercher les vérités religieuses qui sous-tendaient le grand réveil du XVIIIe siècle. La lecture de Christian Perfection de William Law et A Serious Call to a Devout and Holy Life lui donna, disait-il, une vision plus sublime de la loi de Dieu ; et il résolut de la garder, intérieurement et extérieurement, aussi sacrée que possible, croyant que par l'obéissance il trouverait le salut. Il poursuivit une vie rigoureusement méthodique et sobre, étudia les Écritures et accomplit ses devoirs religieux avec diligence, se privant pour pouvoir donner l'aumône. Il commença à rechercher la sainteté dans son cœur et sa vie.
Il revint à Oxford en novembre 1729 à la demande du recteur du Lincoln College et pour conserver son statut de jeune fellow.

### Le «Holy Club»
Pendant l'absence de John Wesley, son jeune frère Charles (1707-1888) s'était inscrit à Christ Church. Avec deux autres étudiants, Charles forma un petit club dans le but d'étudier et de poursuivre une vie chrétienne dévote. A son retour, John devint le leader du groupe qui augmenta en nombre et en engagement. Le groupe se réunissait tous les jours de six à neuf heures pour la prière, les psaumes et la lecture du Nouveau Testament grec. Ils priaient chaque heure de veille pendant plusieurs minutes et chaque jour pour une vertu spéciale. Alors que la fréquentation prescrite de l'église n'était que de trois fois par an, ils prenaient la communion tous les dimanches. Ils jeûnaient les mercredis et vendredis jusqu'à trois heures de l'après midi comme cela était communément observé dans l'église ancienne. En 1730, le groupe commença à rendre visite aux prisonniers. Ils prêchaient, éduquaient et soulageaient les débiteurs emprisonnés dans la mesure du possible et s'occupaient des malades.
Étant donné la baisse significative de la spiritualité à Oxford à cette époque, il n'était pas surprenant que le groupe de Wesley ait provoqué une réaction négative. Ils étaient considérés comme des « passionnés » religieux, ce qui dans le contexte de l'époque signifiait des fanatiques religieux. Les esprits universitaires les ont appelés le « Holy Club » [saint club], titre donné par dérision. Les courants d'opposition firent un scandale à la suite de l'effondrement moral et de la mort d'un membre du groupe, William Morgan. En réponse à l'accusation selon laquelle un « jeûne rigoureux » avait précipité sa mort, Wesley écrivit que Morgan avait cessé de jeûner depuis un an et demi. Dans la même lettre, qui fut largement diffusée, Wesley fit référence au nom de « méthodiste » avec lequel « certains de nos voisins se plaisent de nous complimenter ». Ce nom a été utilisé par un auteur anonyme dans un pamphlet publié en 1732 décrivant les frères Wesley et leur groupe comme « les méthodistes d'Oxford ». Cependant, ce ministère ne fut pas exempt de controverse. Le Holy Club apporta son soutien à Thomas Blair, qui fut reconnu coupable de sodomie en 1732. Blair était bien connu pour sa mauvaise réputation parmi les habitants de la ville et ses codétenus, malgré tout Wesley continua de le soutenir.
Pour obtenir sa piété extérieure, John Wesley cherchait à cultiver sa sainteté intérieure ou au moins sa sincérité pour démontrer être un vrai chrétien. Une liste de « questions générales » qu'il développa en 1730 évolua en une grille élaborée en 1734 dans laquelle il enregistrait ses activités quotidiennes heure par heure, les résolutions qu'il avait brisées ou conservées, et classait son « tempérament de dévotion » horaire sur une échelle de 1 à 9. Wesley considérait également le mépris avec lequel lui et son groupe étaient considérés comme étant la marque d'un vrai chrétien. Comme il l'a dit dans une lettre à son père : « tant qu'il n'est pas ainsi méprisé, aucun homme n'est en état de salut ».

## Voyage à Savannah, Géorgie

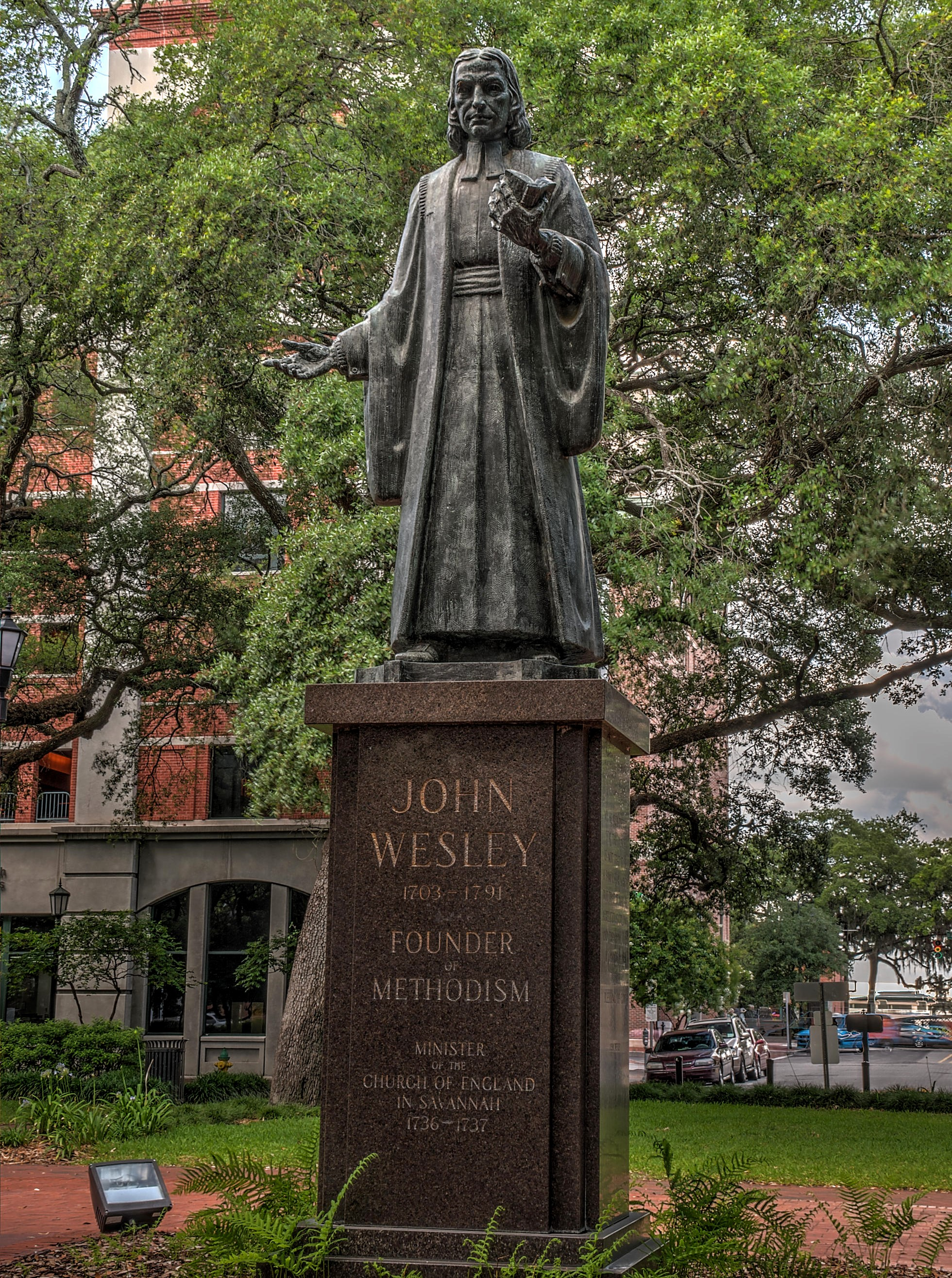
Statue de John Wesley, Savannah, Géorgie, États-Unis.

Le 14 octobre 1735, John Wesley et son frère Charles s'embarquèrent sur le Simmond, de Gravesend dans le Kent, jusqu'à Savannah situé en province de Géorgie au sein des colonies américaines à la demande de James Oglethorpe, lequel avait fondé la colonie en 1733. Oglethorpe voulait que John Wesley devienne ministre de la nouvelle paroisse de Savannah, une nouvelle ville aménagée conformément au plan Oglethorpe.
C'est lors du voyage vers les colonies que les Wesley sont entrés en contact pour la première fois avec des colons moraves. John Wesley fut influencé par leur foi et leur spiritualité profondes enracinées dans le piétisme. À un moment du voyage, une tempête se leva et brisa le mât du navire. Alors que les Anglais paniquaient, les moraves chantaient calmement des hymnes et priaient. Cette expérience conduisit Wesley à croire que les moraves possédaient une force intérieure qui lui manquait. La religion profondément personnelle que les piétistes moraves pratiquaient influença fortement la théologie « méthodiste » de Wesley.

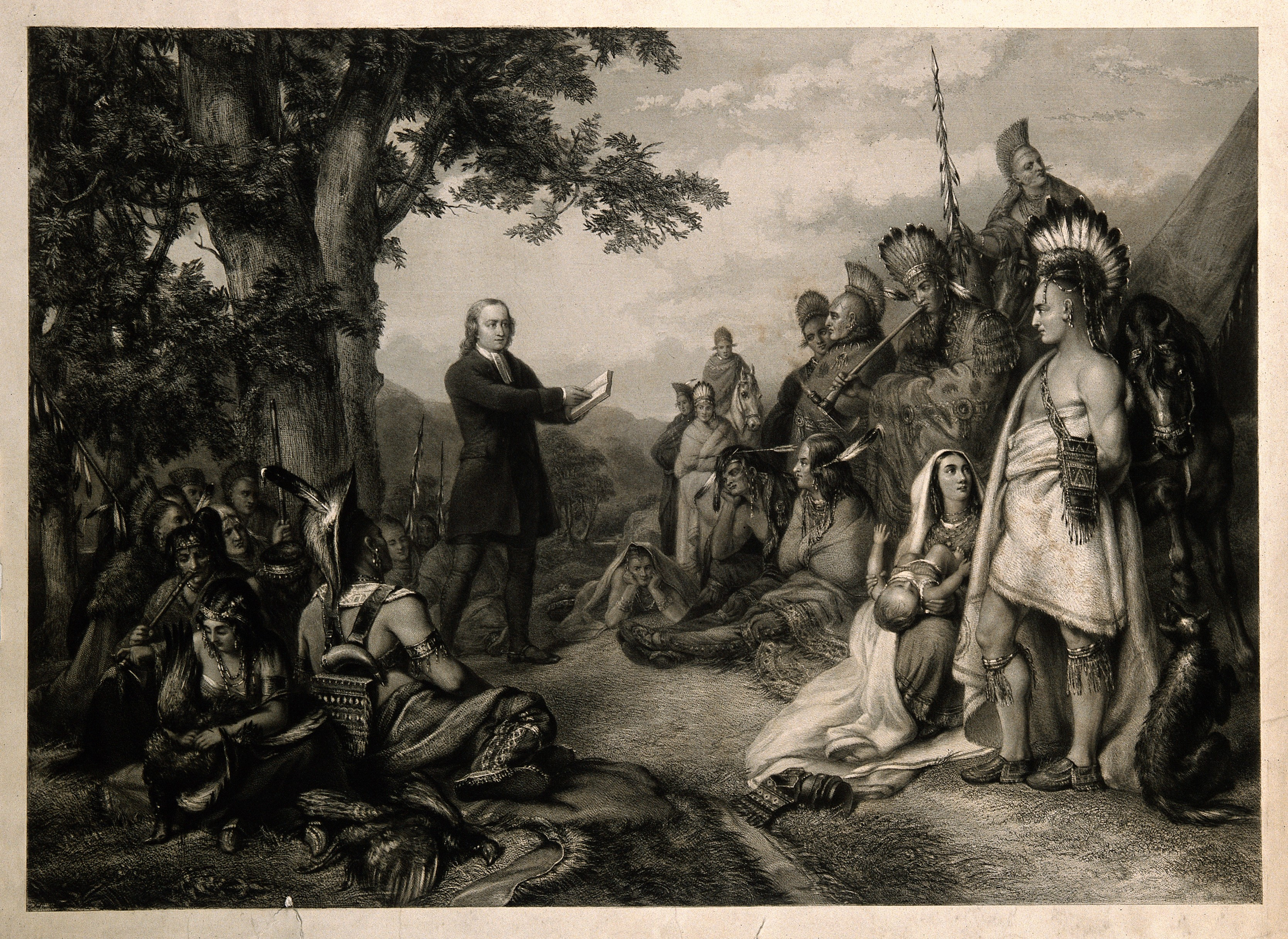
Wesley prêchant à une tribu d'Amérindiens. Gravure.

John Wesley arriva dans la colonie en février 1736 et vécut pendant un an dans le presbytère situé à l'emplacement de l'actuelle maison Oliver Sturges. Il aborda la mission de Géorgie en tant que haut ecclésiastique, y voyant une occasion de raviver le « christianisme primitif » dans un environnement primitif. Bien que son objectif principal était d'évangéliser les Amérindiens, une pénurie de membres du clergé dans la colonie limita largement son ministère aux colons européens de Savannah. Alors que son ministère a souvent été considéré comme un échec par rapport à son succès ultérieur en tant que leader du renouveau évangélique, John Wesley rassembla autour de lui des chrétiens dévoués qui se réunissaient dans un certain nombre de sociétés religieuses en petits groupes. Parallèlement, la fréquentation des services religieux et de la communion augmenta au cours des deux ans durant lesquels il fut curé de l'église de Christ Church à Savannah.
Néanmoins, le ministère de la Haute Église de Wesley était controversé parmi les colons et il se termina par une déception après que John Wesley fut tombé amoureux d'une jeune femme nommée Sophia Hopkey. Il hésita à l'épouser parce qu'il pensait que sa première priorité en Géorgie était d'être missionnaire auprès des Amérindiens, et il était intéressé par la pratique du célibat sacerdotal du christianisme primitif. Après le mariage de Sophia avec William Williamson, John Wesley croyait que son ancien zèle pour la pratique de la foi chrétienne avait diminué. En appliquant strictement les rubriques du Livre de la prière commune, Wesley lui refusa la communion après qu'elle a omis de lui signifier à l'avance son intention de la prendre. En conséquence, une procédure judiciaire fut engagée contre lui, dans laquelle une résolution claire semblait peu probable. Le 22 décembre 1737, John Wesley fuit la colonie et retourna en Angleterre.
L'une des réalisations les plus importantes de la mission des frères Wesley en Géorgie fut leur publication d'une Collection of Psalms and Hymns. La Collection a été le premier hymnaire anglican publié en Amérique et le premier de nombreux livres de cantiques que Wesley publia. Il comprenait cinq hymnes qu'il avait traduits de l'allemand.

## «L'expérience Aldersgate» de Wesley
À la suite de son expérience en Géorgie, Wesley sombra dans la dépression. Pendant son voyage de retour vers l'Angleterre, il eut l'occasion de réfléchir à sa propre foi religieuse. Il réalisa que, bien qu'il se soit engagé à suivre la vie du Christ, il était insatisfait de sa solidité spirituelle et se sentait inadéquat pour prêcher, en particulier après avoir été témoin de la manière confiante dont les moraves prêchaient leur foi. Lui et son frère Charles reçurent les conseils du ministre morave Peter Boehler, qui se trouvait temporairement en Angleterre en attendant l'autorisation de partir pour la Géorgie. Boehler encouragea Wesley en lui disant de « prêcher la foi jusqu'à ce que tu l'aies ».
« L'expérience d'Aldersgate » de John Wesley, le 24 mai 1738, lors d'une réunion morave à Aldersgate Street, à Londres, dans laquelle il entendit une lecture de la préface de Martin Luther à l'Épître aux Romains, révolutionna le caractère et la méthode de son ministère. La semaine précédente, il avait été profondément marqué par le sermon de John Heylyn, qu'il assistait au culte à St Mary-le-Strand. Plus tôt dans la journée, il avait entendu le chœur de la cathédrale Saint-Paul chanter le Psaume 130, dans lequel le psalmiste appelle Dieu « Du fond de l’abîme ».
Pourtant, c'était toujours un Wesley déprimé qui assistait au culte le soir du 24 mai. John Wesley raconta son expérience à Aldersgate dans son journal : 

« Le soir, je suis allé à contrecœur dans une société de la rue Aldersgate, où on lisait la préface de Luther à l'épître aux Romains. Environ neuf heures moins le quart, alors qu'il décrivait le changement que Dieu opère dans le cœur par la foi en Christ, j'ai senti mon cœur étrangement réchauffé. J'ai senti que j'avais confiance en Christ, Christ seul pour le salut, et une assurance m'a été donnée qu'il avait enlevé mes péchés, même les miens, et m'avait sauvé de la loi du péché et de la mort ».
Quelques semaines plus tard, Wesley prêcha un sermon sur la doctrine du salut personnel par la foi, suivi d'un autre, sur la grâce de Dieu « libre en tout et libre pour tous ». Considéré comme un moment charnière, Daniel L. Burnett écrit : « L'importance de l'expérience d'Aldersgate de Wesley est monumentale [...] Sans elle, les noms de Wesley et du méthodisme ne seraient probablement que des notes de bas de page obscures dans les pages de l'histoire de l'église. » Burnett décrit cet événement comme la « conversion évangélique » de Wesley. Il est commémoré dans les églises méthodistes comme le Jour d'Aldersgate.

## Œuvre avec les Moraves

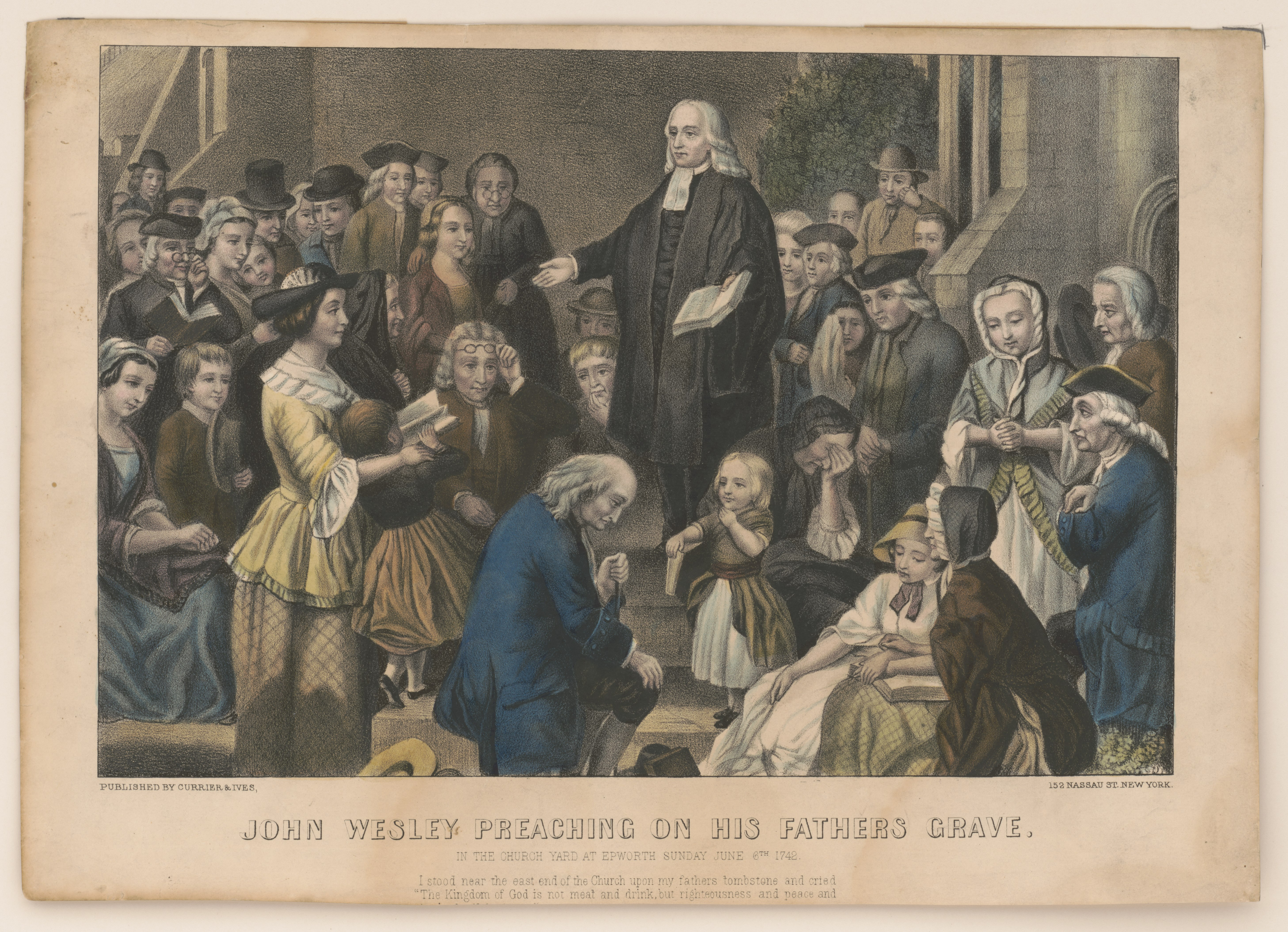
Lorsqu'on lui a interdit de prêcher dans les chaires des églises paroissiales, Wesley a commencé à prêcher en plein air.

John Wesley s'est allié à la société morave de Fetter Lane. En 1738, il se rendit à Herrnhut, le quartier général morave d'Allemagne, pour étudier. À son retour en Angleterre, Wesley établit des règles pour les « groupes » dans lesquels la Fetter Lane Society (morave) a été divisée et a publié une collection d'hymnes pour eux. Il rencontra fréquemment cette société et d'autres sociétés religieuses à Londres mais ne prêcha pas souvent en 1738, car la plupart des églises paroissiales lui étaient fermées.
L'ami de Wesley à Oxford, l'évangéliste George Whitefield, a également été exclu des églises de Bristol à son retour d'Amérique. Lorsque Wesley arriva à Bristol, la ville connaissait un essor marqué par de nouveaux développements industriels et commerciaux. En conséquence, des troubles sociaux éclatèrent, avec des émeutes et des problèmes religieux. Environ un cinquième de la population était composée de dissidents religieux, tandis que de nombreux anglicans manifestaient un enthousiasme religieux qui les rendait réceptifs au message et à l'approche de Wesley. Se rendant dans le village voisin de Kingswood, en février 1739, Whitefield prêcha en plein air à une compagnie de mineurs. Plus tard, il prêcha dans le Tabernacle de Whitefield. Wesley hésita à accepter l'appel de Whitefield pour imiter cette étape audacieuse. Surmontant ses scrupules, il prêcha pour la première fois un sermon en plein air à la suite de l'invitation de Whitefield près de Bristol, en avril 1739. John Wesley écrivit :

« Je pouvais à peine me réconcilier avec cette étrange façon de prêcher dans les champs, dont il [Whitefield] m'a donné l'exemple dimanche; ayant été toute ma vie jusqu'à très récemment si tenace sur tous les points relatifs à la décence et à l'ordre, que je pensais que le salut des âmes était presque un péché s'il n'était pas obtenu dans une église. »

Wesley n'était pas satisfait de l'idée de prêcher sur le terrain car il pensait que la liturgie anglicane avait beaucoup à offrir dans sa pratique. Plus tôt dans sa vie, il pensait qu'une telle méthode pour sauver les âmes était « presque un péché ». Il a reconnu que les services en plein air réussissaient à atteindre les hommes et les femmes qui n'entraient pas dans les églises. Dès lors, il saisit l'occasion de prêcher partout où une assemblée pouvait être réunie, utilisant plus d'une fois la pierre tombale de son père à Epworth comme chaire,. Wesley prêchait pour provoquer la repentance, priait pour la conversion, gérait les comportements hystériques et prêchait devant des milliers de personnes lors de prêches en plein air. Wesley continua pendant cinquante ans ; entrant dans les églises lorsqu'il était invité, et prenant position dans les champs, dans les halls, les maisons de campagne et les chapelles, quand les églises ne l'accueillaient pas.
À la fin de 1739, Wesley rompit avec les moraves à Londres. Il les avait aidés à organiser la Fetter Lane Society, et ceux convertis par sa prédication, celle de son frère Charles et de Whitefield, étaient devenus membres de leurs groupes. Néanmoins, il croyait qu'ils étaient tombés dans l'hérésie en soutenant le quiétisme, alors il décida de former ses propres disciples dans une société distincte. « Ainsi », écrit-il, « sans aucun plan préalable, débuta la société méthodiste en Angleterre. » Il forma rapidement des sociétés similaires à Bristol et Kingswood, et les frères Wesley et leurs amis firent des convertis partout où ils passèrent.

## Persécutions et prédication des laïcs
À partir de 1739, Wesley et les méthodistes ont été persécutés par le clergé et les magistrats religieux pour diverses raisons. Bien que John Wesley ait été ordonné prêtre anglican, de nombreux autres dirigeants méthodistes n'avaient pas reçu d'ordination. Et pour sa part, Wesley avait bafoué de nombreux règlements de l'Église d'Angleterre concernant les limites des paroisses et qui était autorisé à prêcher. Ceci a été vu comme une menace sociale en cela qu'il ignorait les institutions. Des membres du clergé ont attaqué Wesley et ses disciples dans des sermons et des imprimés, et parfois des foules les ont attaqués. Wesley et ses disciples ont continué à travailler parmi les négligés et les nécessiteux. Ils furent dénoncés comme promulguant de doctrines étrangères et fomentant des troubles religieux ; comme des fanatiques aveugles, égarant les gens, prétendant avoir des dons miraculeux, attaquant le clergé de l'Église d'Angleterre et essayant de rétablir le catholicisme.
John Wesley a estimé que l'église n'avait pas appelé les pécheurs au repentir, que beaucoup de membres du clergé étaient corrompus et que les gens périssaient dans leurs péchés. Il croyait qu'il avait été mandaté par Dieu pour provoquer le réveil dans l'église, et aucune opposition, persécution ou obstacle ne pouvait prévaloir contre l'urgence et l'autorité divines de cette mission. Les préjugés de sa formation dans la haute église, ses notions strictes des méthodes et des convenances du culte public, ses vues sur la succession apostolique et les prérogatives des prêtres, même ses convictions les plus chères n'étaient pas autorisées à y faire obstacle.
Voyant que lui et les quelques membres du clergé coopérant avec lui ne pouvaient pas faire le travail qui devait être fait, John Wesley fut amené, dès 1739, à approuver des prédicateurs locaux. Il évalua et approuva des hommes qui n'étaient pas ordonnés par l'Église anglicane pour prêcher et mener un travail pastoral. Cette expansion des prédicateurs laïcs a été l'une des clés de la croissance du méthodisme.

## Chapelles et organisations
Comme ses sociétés avaient besoin de lieux pour adorer, Wesley commença à fournir des chapelles (également appelée maisons), d'abord à Bristol à la New Room, puis à Londres (d'abord à « la fonderie » puis à la Chapelle Wesley) et ailleurs. La fonderie était une ancienne chapelle utilisée par Wesley. L'emplacement de la fonderie est indiqué sur une carte du XVIIIe siècle, se situant entre Tabernacle Street et Worship Street dans le quartier Moorfields de Londres. Lorsque les Wesley ont repéré le bâtiment au sommet de Windmill Hill, au nord de Finsbury Fields, la structure qui coulait auparavant des canons et des mortiers en laiton pour le Royal Ordnance était restée vacante pendant 23 ans ; elle avait été abandonnée en raison d'une explosion le 10 mai 1716.
La chapelle de Bristol (construite en 1739) était d'abord entre les mains des syndics. Une importante dette avait été contractée et les amis de Wesley l'ont exhorté à la garder sous son contrôle ; l'acte a donc été annulé et John Wesley est devenu l'unique fiduciaire. À la suite de ce précédent, toutes les chapelles méthodistes lui ont été confiées en fiducie jusqu'à ce que par un « acte de déclaration », tous ses intérêts soient transférés à un corps de prédicateurs appelé la « Legal Hundred ».
Lorsque le désordre apparut parmi certains membres des sociétés, Wesley donna des billets aux membres, avec leurs noms écrits de sa propre main. Ils étaient renouvelés tous les trois mois. Ceux jugés indignes ne recevaient pas de nouveaux billets et quittaient la société sans causer de dérangement. Les billets étaient considérés comme des lettres de recommandation.

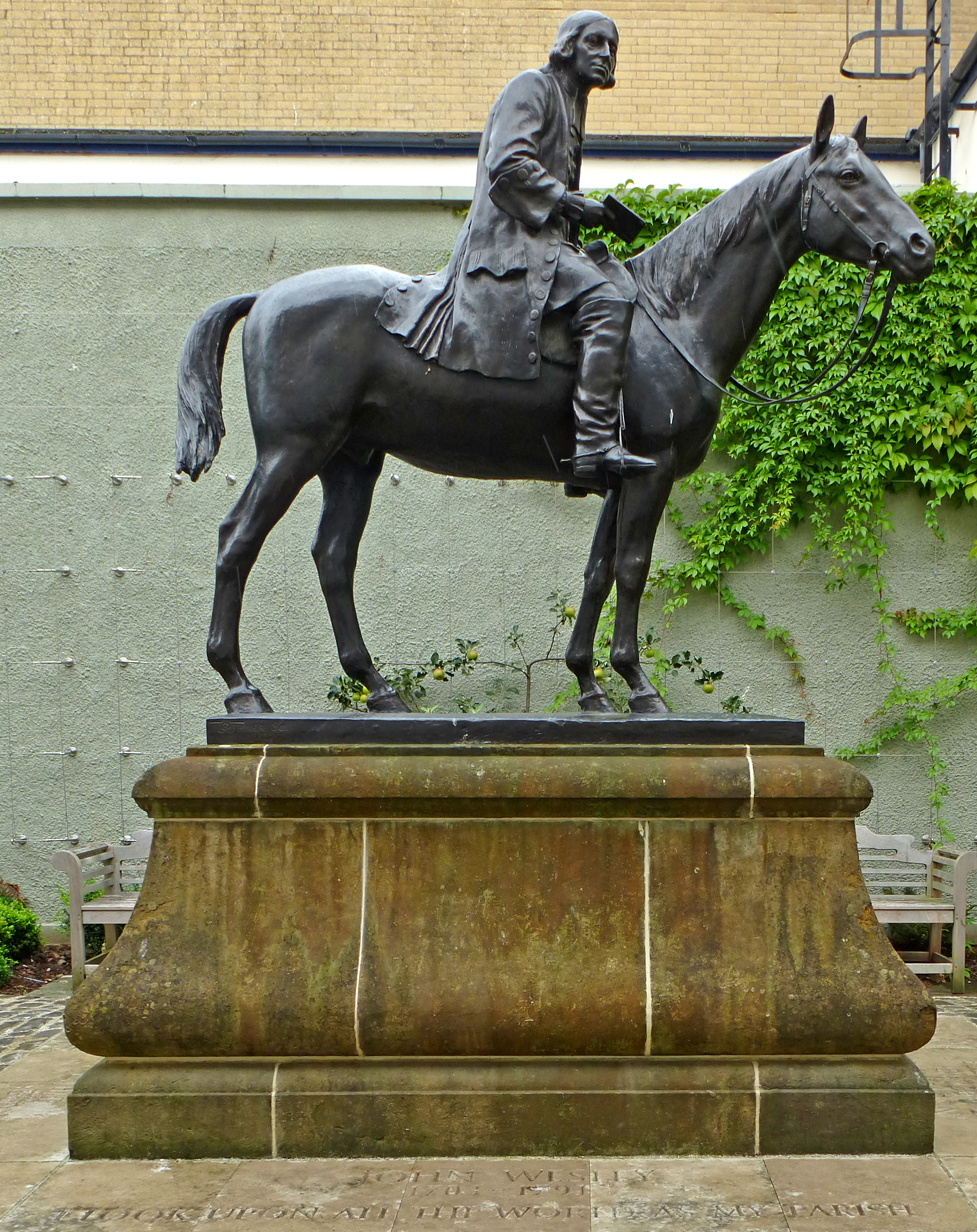
Wesley à cheval dans la cour de la chapelle « New Room » à Bristol. Bristol était la base de Wesley pour une grande partie des années 1740 et 1750.

Lorsque la dette d'une chapelle devenait un fardeau, il a été proposé qu'un membre sur 12 recueille régulièrement des offrandes sur les 11 membres qui lui étaient confiés. De là est né le système des réunions méthodistes de classe en 1742. Pour garder les désordonnés hors des sociétés, Wesley établit un système probatoire. Il s'est engagé à visiter régulièrement chaque société lors de ce qui est devenu la visite trimestrielle, ou conférence. Alors que le nombre de sociétés augmentait, Wesley ne pouvait pas garder de contact personnel. En 1743, il rédigea un ensemble de « règles générales » pour les « sociétés unies ». C'était le noyau de la Discipline méthodiste, qui est toujours sa base.
Wesley a jeté les bases de ce qui constitue maintenant l'organisation de l'Église méthodiste. Au fil du temps, un modèle changeant de sociétés, de circuits, de réunions trimestrielles, de conférences annuelles, de classes, de groupes et de sociétés sélectionnées prit forme. Au niveau local, il existait de nombreuses sociétés de différentes tailles qui étaient regroupées en circuits pour lesquels des prédicateurs itinérants étaient nommés pour une période de deux ans. Les responsables du circuit se réunissaient trimestriellement sous la direction d'un prédicateur itinérant principal ou d'un « assistant ». Des conférences avec Wesley, des prédicateurs itinérants et d'autres ont été organisées chaque année dans le but de coordonner la doctrine et la discipline pour l'ensemble de l'organisation. Des classes d'une douzaine de membres de la société dirigées par un leader se réunissaient chaque semaine pour une communion spirituelle et recevoir des conseils. Dans les premières années, il y avait des « groupes » de personnes spirituellement douées qui recherchaient consciemment la perfection. Ceux qui étaient réputés l'avoir atteinte ont été regroupés dans des sociétés ou des groupes choisis. En 1744, il y avait 77 membres de ce type. Il y avait également une catégorie de pénitents composée de rétrogrades.

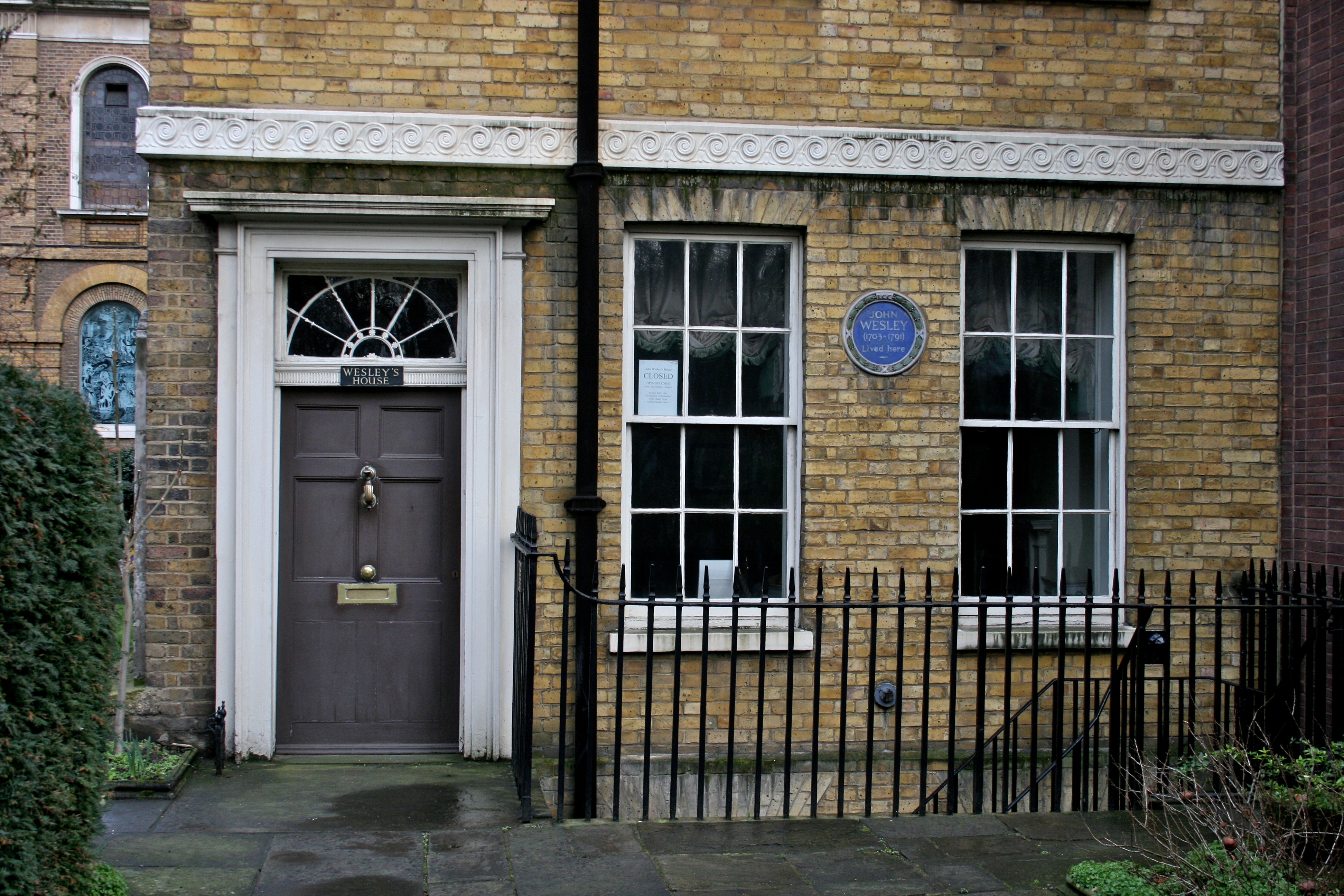
Maison de Wesley, à côté de la chapelle de Wesley, City Road, Londres

Alors que le nombre de prédicateurs et de lieux de prédication augmentait, les questions doctrinales et administratives devaient être discutées; ainsi John et Charles Wesley, ainsi que quatre autres membres du clergé et quatre prédicateurs laïcs, se réunirent pour consultation à Londres en 1744. Ce fut la première conférence méthodiste ; par la suite, la conférence (avec John Wesley comme président) est devenue l'instance dirigeante du mouvement méthodiste. Deux ans plus tard, pour aider les prédicateurs à travailler plus systématiquement et pour que les sociétés reçoivent des services plus régulièrement, Wesley nomma des « assistants » pour les circuits définitifs. Chaque circuit comprenait au moins 30 rendez-vous par mois. Croyant que l'efficacité du prédicateur était favorisée par son changement d'un circuit à l'autre chaque année ou deux, Wesley établit le système « d'itinérance » et insista pour que ses prédicateurs se soumettent à ses règles.
John Wesley avait des liens étroits avec le nord-ouest de l'Angleterre, visitant Manchester au moins quinze fois entre 1733 et 1790. En 1733 et 1738, il prêcha à l'église St Ann et à la chapelle Salford, rencontrant son ami John Clayton. En 1781, Wesley ouvrit la chapelle d'Oldham Street en tant que partie de la mission méthodiste Wesleyenne de Manchester et de Salford, qui est aujourd'hui le site du hall central méthodiste de Manchester.
Wesley se rendit en Irlande pour la première fois en 1747 et y poursuivit ses voyages jusqu'en 1789. Il rejeta l'Église catholique et s'efforça de convertir le peuple irlandais au méthodisme. En tout, les effectifs dépassèrent les 15 000 personnes en 1795.
À la suite d'une maladie en 1748, John Wesley fut soigné par Grace Murray une cheffe de classe et gardienne de l'orphelinat de Newcastle. Séduit pas Grace, il l’invita à voyager avec lui en Irlande en 1749 où il pensa se fiancer. Il a été suggéré que son frère Charles Wesley se serait opposé à leurs fiançailles bien que cela soit contesté. Par la suite, Grace épousa le prédicateur John Bennett.

## Ordination de ministres

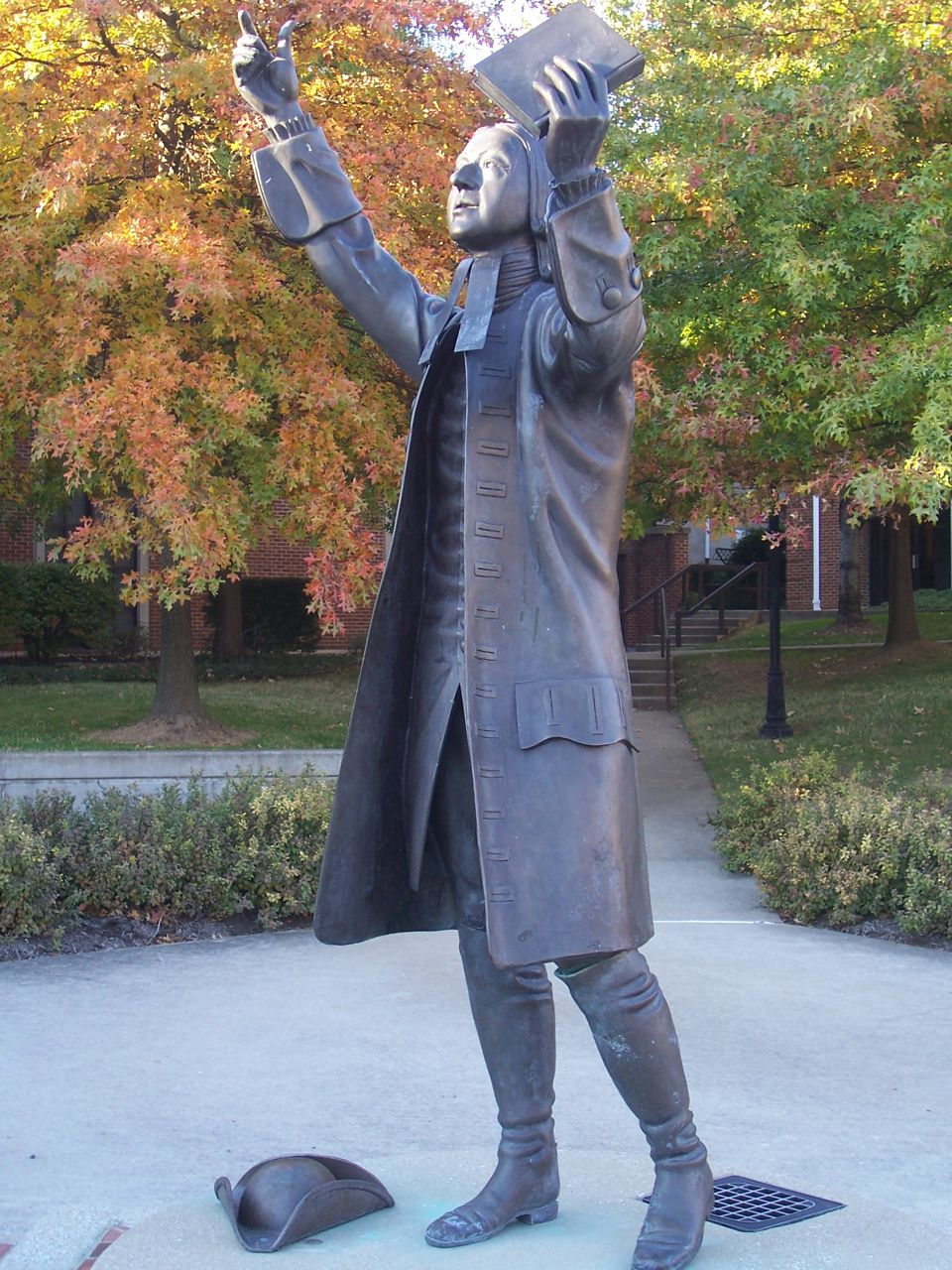
Statue grandeur nature au séminaire théologique d'Asbury à Wilmore, Kentucky, États-Unis.

À mesure que les sociétés se multipliaient, elles adoptaient les éléments d'un système ecclésiastique. Le fossé entre John Wesley et l'Église d'Angleterre se creusa. La question de la division d'avec l'Église d'Angleterre a été préconisée par certains de ses prédicateurs et sociétés, mais elle était la plus ardemment critiquée par son frère Charles. John Wesley refusa de quitter l'Église d'Angleterre, croyant que l'anglicanisme était « avec toutes ses imperfections, […] plus proche des plans bibliques que tout autre [confession] en Europe ». En 1745 John Wesley écrivit qu'il ferait n'importe quelle concession autorisée par sa conscience pour vivre en paix avec le clergé. Il ne pouvait pas abandonner la doctrine d'un salut intérieur et présent par la foi elle-même ; il ne cesserait pas de prêcher, ni ne dissoudrait les sociétés, ni ne mettrait fin à la prédication des laïcs. La même année, dans une correspondance avec un ami, il écrivit qu'il estimait qu'il était incorrect d'administrer des sacrements sans avoir été ordonné par un évêque.
Quand, en 1746, John Wesley lut le récit de Lord King sur l'église primitive, il devint convaincu que la succession apostolique pouvait être transmise non seulement par les évêques mais aussi par les prêtres. Il écrivit qu'il était « un episkopos scripturaire autant que beaucoup d'hommes en Angleterre ». Bien qu'il croyait à la succession apostolique, il lui est arrivé de qualifier de « fable » l'idée d'une succession ininterrompue (catholique).
Plusieurs années plus tard, l'Irenicon d'Edward Stillingfleet l'amena à décider que l'ordination (et les ordres sacrés) pouvaient être valides lorsqu'ils étaient effectués par un presbytre (prêtre) plutôt que par un évêque. Néanmoins, certains croient que John Wesley a été secrètement consacré évêque en 1763 par Érasme d'Arcadie et qu'il ne pouvait pas annoncer ouvertement sa consécration épiscopale sans encourir la peine du Præmunire Act.
En 1784, il pensait qu'il ne devait plus compter sur l'évêque de Londres pour ordonner quelqu'un en faveur des méthodistes américains qui n'avaient pas les sacrements après la guerre d'indépendance américaine. L'Église d'Angleterre avait été supprimée aux États-Unis, où elle avait été l'Église d'État dans la plupart des colonies du sud. L'Église d'Angleterre n'avait pas encore nommé d'évêque américain à ce qui allait devenir l'Église épiscopale protestante d'Amérique. John Wesley ordonna Thomas Coke comme surintendant des méthodistes aux États-Unis par l'imposition des mains, bien que Coke était déjà prêtre dans l'Église d'Angleterre. Il ordonna également Richard Whatcoat et Thomas Vasey comme presbytres. Whatcoat et Vasey naviguèrent vers l'Amérique avec Coke. Wesley avait l'intention que Coke et Francis Asbury (ordonné comme surintendant par Coke sur son ordre) en ordonnent d'autres dans la nouvelle église méthodiste épiscopale des États-Unis. En 1787, Coke et Asbury persuadèrent les méthodistes américains de les appeler évêques plutôt que surintendants, rejetant les objections de Wesley à ce changement.
Charles Wesley fut alarmé par les ordinations et la vision évolutive de John Wesley sur la question. Il le supplia de s'arrêter avant d'avoir « tout à fait brisé le pont » et de ne pas aigrir ses derniers instants [de Charles] sur terre, ni de « laisser une tache indélébile dans notre mémoire ». John Wesley répondit qu'il ne s'était pas séparé de l'église, et qu'il n'avait pas l'intention de le faire, mais il devait et allait sauver autant d'âmes qu'il le pourrait de son vivant, « sans porter attention à ce qui pourrait éventuellement se passer quand je mourrai ». Bien que John Wesley se soit réjoui que les méthodistes en Amérique fussent libres, il conseilla à ses disciples anglais de rester dans l'église établie et il mourut lui-même en son sein.

## Doctrines, théologie et plaidoyers

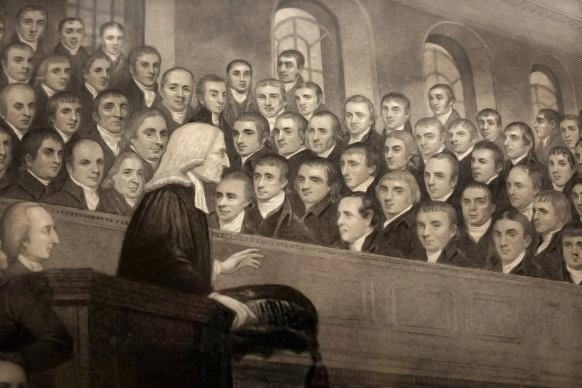
Wesley prêchant à ses assistants à la City Road Chapel (aujourd'hui la Wesley's Chapel), à Londres. Détail d'une gravure de T. Blood, 1822.

### Méthodologie theologique
Dans son introduction à la collection de 1964, John Wesley, Albert Outler, spécialiste du XXe siècle de Wesley, explique que John Wesley développa sa théologie en utilisant une méthode qu’Outler appelle le quadrilatère wesleyen. Cette méthode traduisait la pensée de Wesley en ce que pour lui, le cœur vivant du christianisme était révélé dans les Écritures et la Bible était l'unique source fondamentale du développement théologique. La centralité de l'Écriture était si importante pour Wesley qu'il s'appelait lui-même « l'homme d'un seul livre » (la Bible), bien qu'il fût très cultivé pour son époque. Cependant, il croyait que la doctrine devait être conforme à la tradition orthodoxe chrétienne. La tradition était donc considérée comme le deuxième aspect du quadrilatère. Wesley a soutenu qu'une partie de la méthode théologique doit impliquer une foi expérientielle. En d'autres termes, la vérité devrait être vivifiée dans l'expérience personnelle des chrétiens (globalement, et non individuellement), s'il s'agit vraiment de la vérité. De plus, chaque doctrine doit pouvoir être défendue rationnellement. Il ne dissociait pas la foi de la raison. Wesley a expliqué que la tradition, l'expérience et la raison sont toujours soumises aux Écritures, car seule la Parole de Dieu est révélée « dans la mesure où cela est nécessaire à notre salut ».
Les doctrines sur lesquelles Wesley a insisté dans ses sermons et ses écrits sont la grâce prévenante, le salut personnel actuel par la foi, le témoignage de l'Esprit et la sanctification,. 

### Le témoignage de l'Esprit

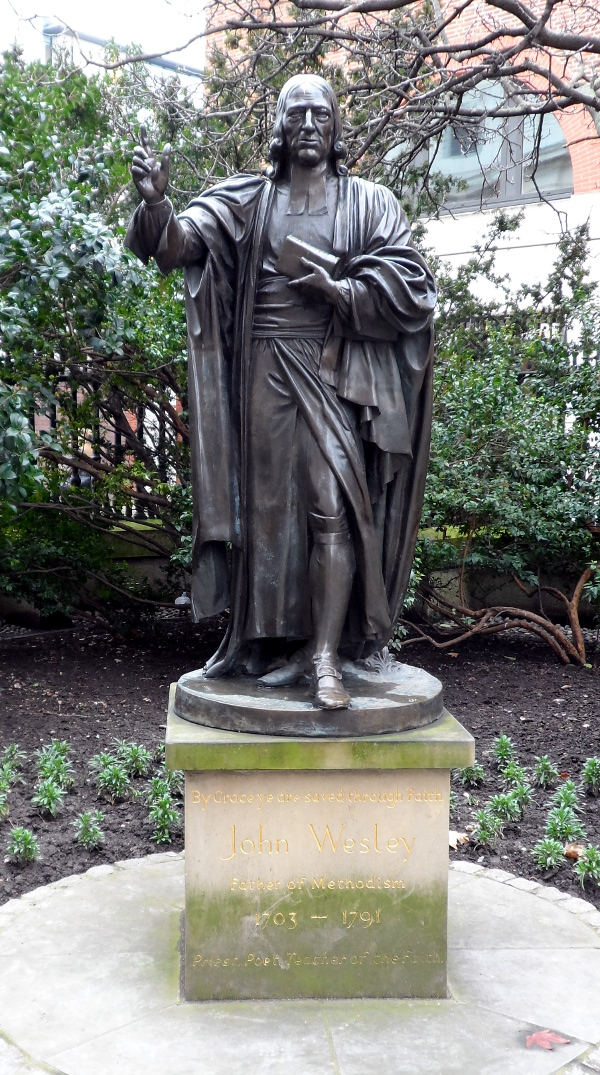
Statue en bronze de Wesley dans le cimetière Saint-Paul à Londres. Une version en marbre existe à l'intérieur du Methodist Central Hall, Westminster.

Wesley a défini le témoignage de l'Esprit comme : « une impression intérieure sur l'âme des croyants, par laquelle l'Esprit de Dieu témoigne directement à leur esprit qu'ils sont les enfants de Dieu ». Il a fondé cette doctrine sur certains passages bibliques (voir Romains 8:15-16 comme exemple). Cette doctrine était étroitement liée à sa conviction que le salut devait être « personnel ». Selon lui, une personne doit, en fin de compte croire elle-même la Bonne nouvelle ; personne ne peut être en relation avec Dieu pour un autre.

### La sanctification
Il décrivit la sanctification en 1790 comme « le grand depositum [dépôt] que Dieu a fait au peuple appelé « méthodistes » »,. Wesley a enseigné que la sanctification pouvait être obtenue après la justification par la foi, entre les instants de la justification et de la mort. Wesley le définissait ainsi :
« Cette disposition habituelle de l'âme qui, dans les écrits sacrés, est appelée sainteté ; et qui implique directement, d’être purifié du péché, « de toute souillure aussi bien de la chair que de l’esprit » ; et, par conséquent, d’être revêtu des vertus qui étaient en Jésus-Christ ; d’être ainsi « renouvelé à l’image de notre esprit », pour être « parfait comme notre Père céleste est parfait. » »

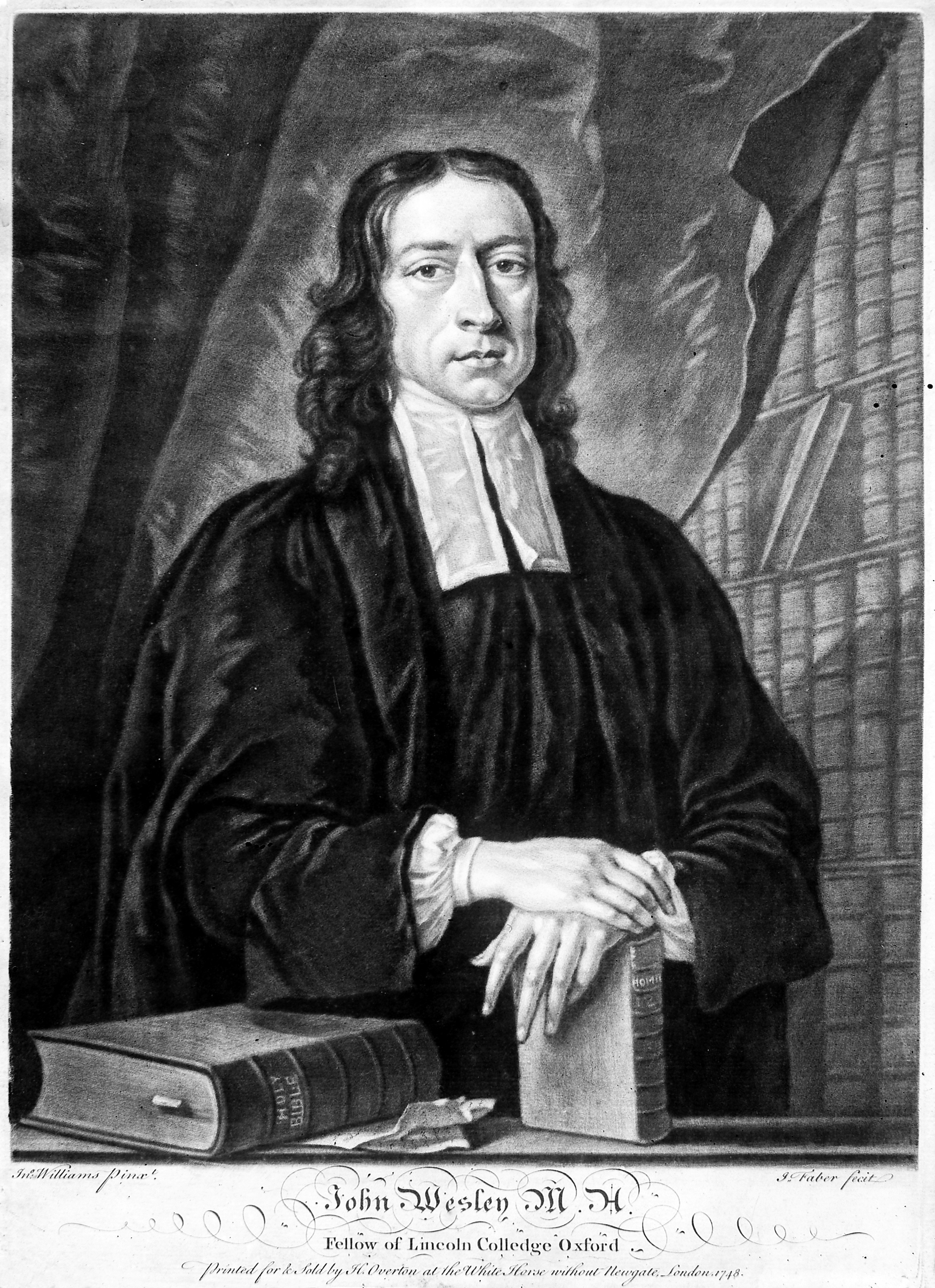
J. Faber, Wesley [mezzotinte], 1743.

Le terme « perfection sans péché » était un terme que Wesley évitait d'utiliser « en raison de son ambiguïté », préférant affirmer qu'un chrétien pouvait être rendu « parfait dans l'amour ». (Wesley a étudié l'orthodoxie orientale et a particulièrement adhéré à la doctrine de la Théosis). Cet amour signifie tout d'abord que les motivations d'un croyant, plutôt que d'être égocentriques, doivent être guidées par le désir profond de plaire à Dieu. Il est possible d'éviter de commettre ce que Wesley a appelé « le péché à juste titre ». Il entendait par là une violation consciente ou intentionnelle de la volonté ou des lois de Dieu. Une personne est toujours capable de pécher, mais le péché intentionnel ou volontaire peut être évité.
Deuxièmement, être parfait en amour signifiait, pour Wesley, qu’un chrétien peut vivre avec un regard sur les autres orienté fondamentalement sur leur bien-être. Il s'est basé sur la citation du Christ selon laquelle le deuxième grand commandement consiste à « aimer son prochain comme soi-même ». À son avis, cette orientation permet à une personne d'éviter un certain nombre de péchés contre son prochain. Cet amour, en plus de l'amour pour Dieu qui est le centre de la foi d'une personne, serait ce que Wesley a qualifié d'« accomplissement de la loi du Christ ». Il décrivit la perfection comme une seconde bénédiction et une expérience sanctifiante instantanée ; il soutenait que les individus pouvaient avoir l'assurance de leur sanctification totale grâce au témoignage du Saint-Esprit. Wesley recueillit et publia des témoignages à ce sujet.

### Plaidoyer pour l'arminianisme

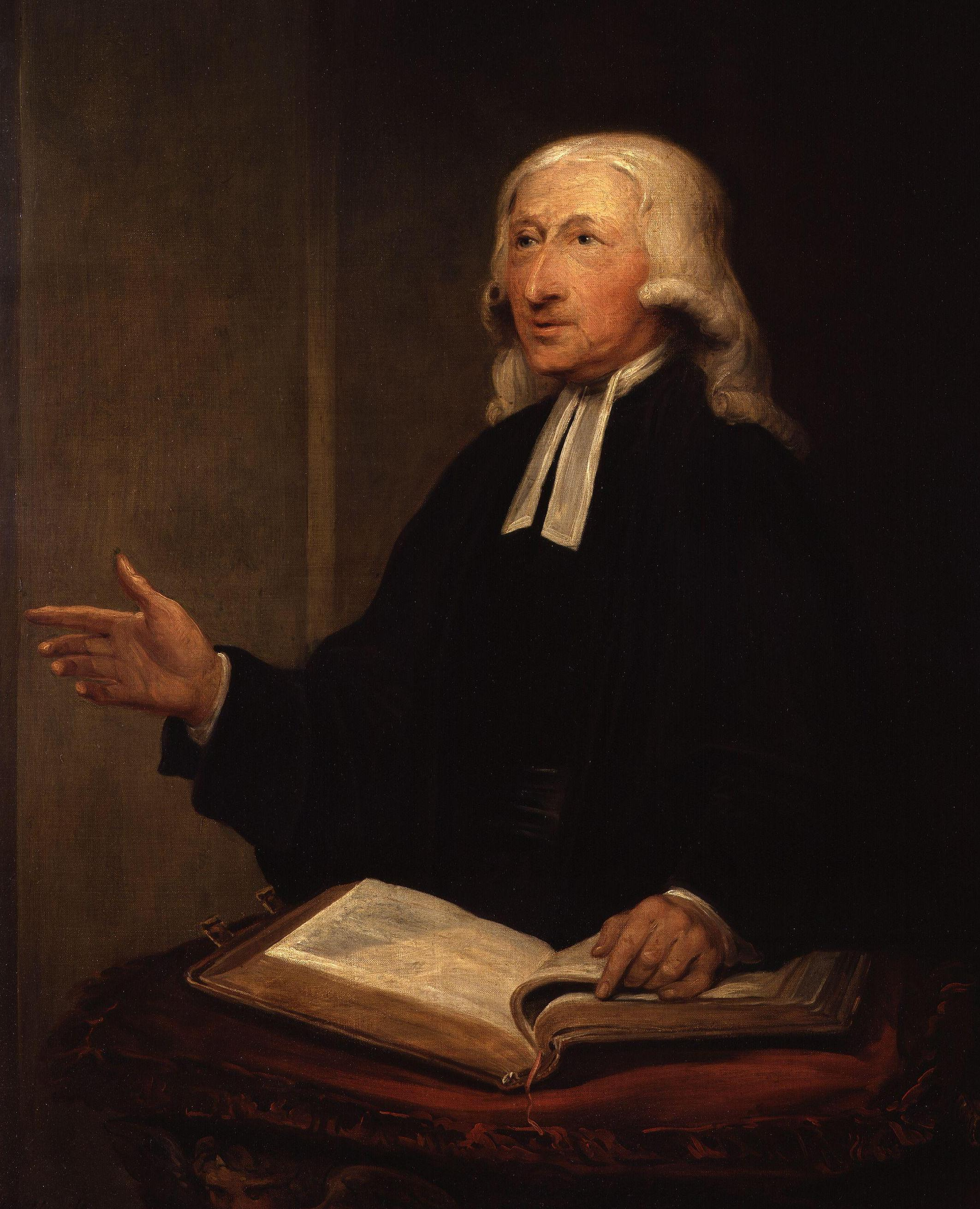
Portrait de William Hamilton, 1788. Exposé à la Chapelle Wesley, City Road, Londres.

John Wesley entra dans la controverse en essayant d'élargir la pratique de l'église. La plus notable de ses controverses était celle sur le calvinisme. Son père était de l'école théologique arminienne de l’Église d'Angleterre. Wesley en est venu à ses propres conclusions alors qu'il était à l'université et s'est vivement opposé aux doctrines de l'élection calviniste et de la réprobation. Son système de pensée est désormais connu sous le nom d'arminianisme wesleyen, dont Wesley et son prédicateur John William Fletcher ont jeté les bases. Bien que Wesley ne soit pas familier avec les croyances de Jacob Arminius et qu’il soit arrivé à ses vues religieuses indépendamment d’Arminius, Wesley reconnut, tard dans sa vie, avec la publication en 1778 de la The Arminian Magazine, qu’il était en accord avec Arminius. Il est désormais considéré comme un fidèle représentant des idées d'Arminius. Wesley fut peut-être le plus clair défenseur anglais de l’arminianisme.
La « grâce prévenante » était le fondement théologique de sa conviction selon laquelle toutes les personnes pouvaient être sauvées par la foi en Christ. Wesley ne partageait pas la vision calviniste de la « prédestination », c'est-à-dire l'idée que certaines personnes auraient été élues par Dieu pour le salut et d'autres pour la damnation. Il exprimait sa compréhension de la relation de l'humanité avec Dieu comme une dépendance totale à la grâce divine. Dieu agit pour rendre tous les individus spirituellement capables de parvenir à la foi.
Whitefield inclinait pour le calvinisme. Lors de sa première tournée en Amérique, il embrassa les vues de l'école New England School of Calvinism. Quand, en 1739, Wesley prêcha un sermon sur la Freedom of Grace [Liberté de grâce], critiquant la conception calviniste de la prédestination comme étant blasphématoire, car elle représentait « Dieu comme pire que le diable », Whitefield lui demanda de ne pas répéter ce discours, car il ne voulait pas de contestation. John Wesley publié quand même son sermon. Whitefield est l'une des nombreuses personnes qui y ont répondu. Les deux hommes ont séparé leurs activités en 1741. Wesley a écrit que ceux qui croyait en l'expiation illimitée ne souhaitaient pas la séparation, mais que « ceux qui bénéficiaient d'une « rédemption particulière » ne voulaient entendre aucun accommodement ».

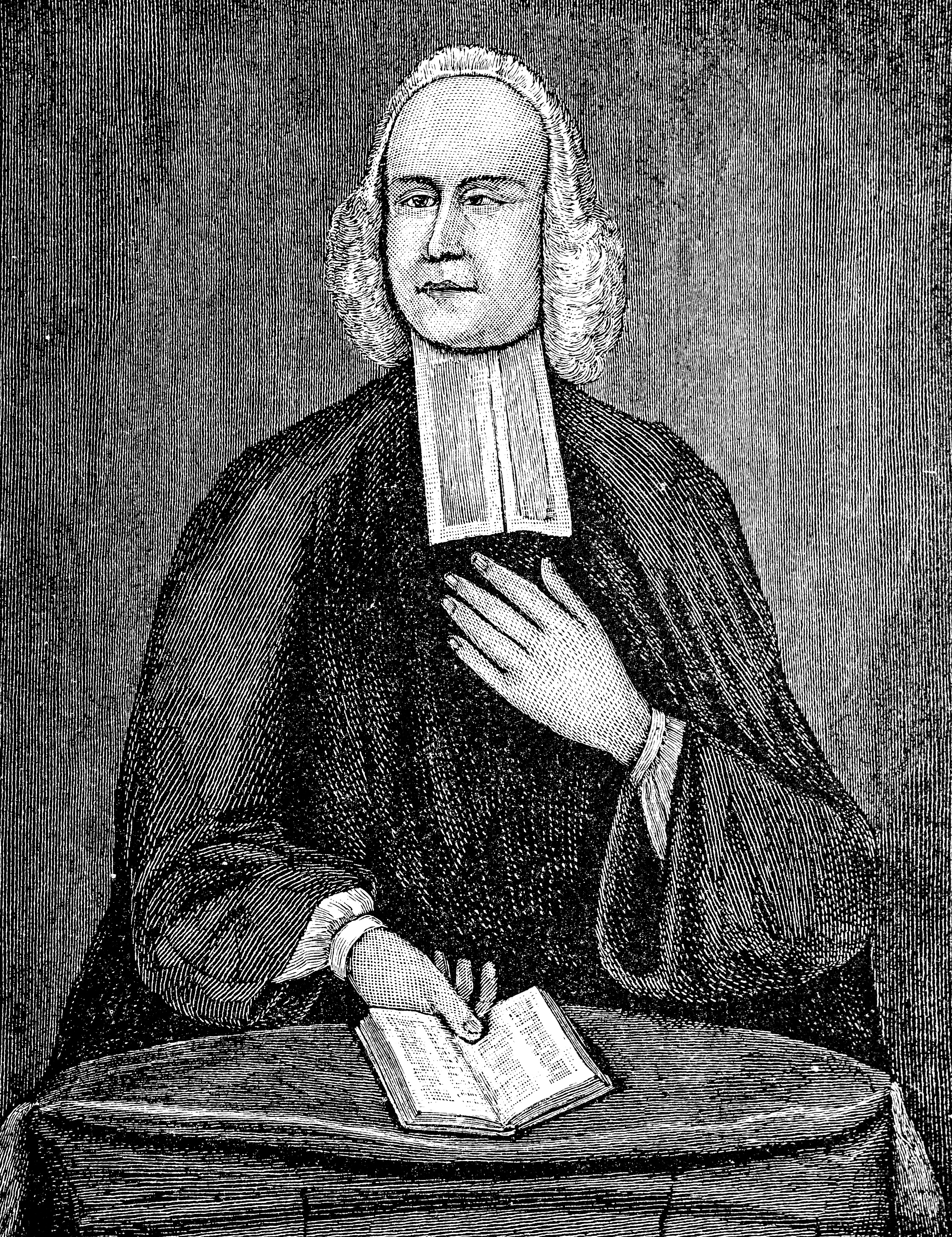
Joseph Badger, George Whitefield, c. 1745.

Whitefield, Howell Harris (leader du réveil méthodiste du Pays de Galles), John Cennick et d’autres sont devenus les fondateurs du méthodisme calviniste. Whitefield et Wesley, cependant, sont rapidement redevenus amis et leur amitié est restée intacte bien qu’ils aient emprunté des chemins différents. Quand quelqu'un demanda à Whitefield s'il pensait voir John Wesley au paradis, il répondit : « Je n'ai aucune crainte à ce sujet, car il sera si près du trône éternel et nous, à une telle distance, que nous ne le verrons guère. »
En 1770, la controverse éclata de nouveau avec violence et amertume, sur l'opinion des gens en ce qui concerne Dieu, les hommes et leurs possibilités. Augustus Toplady, Rowland, Richard Hill et d'autres étaient engagés d'un côté, tandis que Wesley et Fletcher se tenaient de l'autre. Toplady était rédacteur en chef du Gospel Magazine, qui contenait des articles sur la controverse.
En 1778, John Wesley commença la publication du Arminian magazine, non pas pour convaincre les calvinistes, mais pour préserver les méthodistes. Il voulait enseigner la vérité selon laquelle « Dieu veut que tous les hommes soient sauvés ». Une « paix durable » ne pouvait être obtenue d'aucune autre manière.
Certains ont suggéré qu'à la fin de sa vie, Wesley pourrait avoir embrassé la doctrine du salut universel. Cette hypothèse est étayée par une lettre que Wesley écrivit en 1787, dans laquelle il approuvait un ouvrage de Charles Bonnet concluant en faveur de l'universalisme. Cependant, cette interprétation est contestée.

### Soutien à l'abolitionnisme
Plus tard dans son ministère, John Wesley fut un abolitionniste persistant s'exprimant et écrivant contre le commerce des esclaves. Wesley dénonça l'esclavage comme « la somme de toutes les méchancetés » et en détailla ses abus. Il publia une brochure sur l'esclavage intitulée Thoughts Upon Slavery en 1774,. Il écrivit : « La liberté est le droit de toute créature humaine, dès qu'elle respire l'air vital; aucune loi humaine ne peut la priver de ce droit qu'elle tire de la loi de la nature ». Wesley a incité George Whitefield à se rendre dans les colonies, stimulant ainsi le débat transatlantique sur l'esclavage. Wesley était un ami et un mentor de John Newton et de William Wilberforce, également influents dans l’abolition de l’esclavage en Grande-Bretagne. C'est grâce au message abolitionniste de John Wesley qu'un jeune Afro-Américain, Richard Allen, se convertit au christianisme en 1777 et fonda plus tard, en 1816, l'Église épiscopale méthodiste africaine (AME) dans la tradition méthodiste.

### Soutien aux femmes prédicateurs
Les femmes ont joué un rôle actif dans le méthodisme de John Wesley et elles ont été encouragées à diriger des cours. En 1761, il autorisa officieusement Sarah Crosby, une de ses converties et chef de classe, à prêcher. À une occasion où plus de 200 personnes assistaient à un cours qu'elle était censée diriger, Crosby s'est sentie incapable de remplir ses fonctions de chef de classe étant donné le grand nombre de personnes et elle a préféré prêcher,. Elle écrivit à Wesley pour lui demander conseil et pardon. Il laissa Crosby continuer à prêcher aussi longtemps qu'elle s'abstiendrait autant que possible du maniérisme de la prédication. Entre 1761 et 1771, Wesley écrivit des instructions détaillées à Crosby et à d’autres, avec des précisions sur les formes de prédication qu’elles pouvaient utiliser. Par exemple, en 1769, Wesley autorisa Crosby à donner des exhortations.
À l'été 1771, Mary Bosanquet écrivit à John Wesley pour défendre le travail de Sarah Crosby qui prêchait et dirigeait les cours à son orphelinat, Cross Hall,. La lettre de Bosanquet est considérée comme la première et véritable défense de la prédication des femmes dans le méthodisme. Son argument était que les femmes devraient pouvoir prêcher lorsqu'elles ont un « appel extraordinaire » ou lorsqu'elles reçoivent la permission de Dieu,. Wesley accepta cet argument et en 1771, il commença officiellement à permettre aux femmes de prêcher dans le méthodisme,.

### Relations interreligieuses et perspectives
Wesley supposait la supériorité du christianisme par rapport à l'islam, en se basant sur son engagement envers la révélation biblique en tant que « livre de Dieu ». Son interprétation théologique du christianisme cherchait à en affirmer l'impératif, plutôt qu'à considérer les autres religions abrahamiques et orientales comme égales. Il considérait souvent les modes de vie des musulmans comme un « aiguillon à bœuf » pour piquer la conscience collective des chrétiens. D'autre part, bien que sa Lettre à un catholique romain (1749) soit parfois vue comme un acte de tolérance religieuse, Wesley restait profondément ancré dans l'anti-catholicisme caractéristique de l'Angleterre du XVIIIe siècle.

## Personnalité et activités

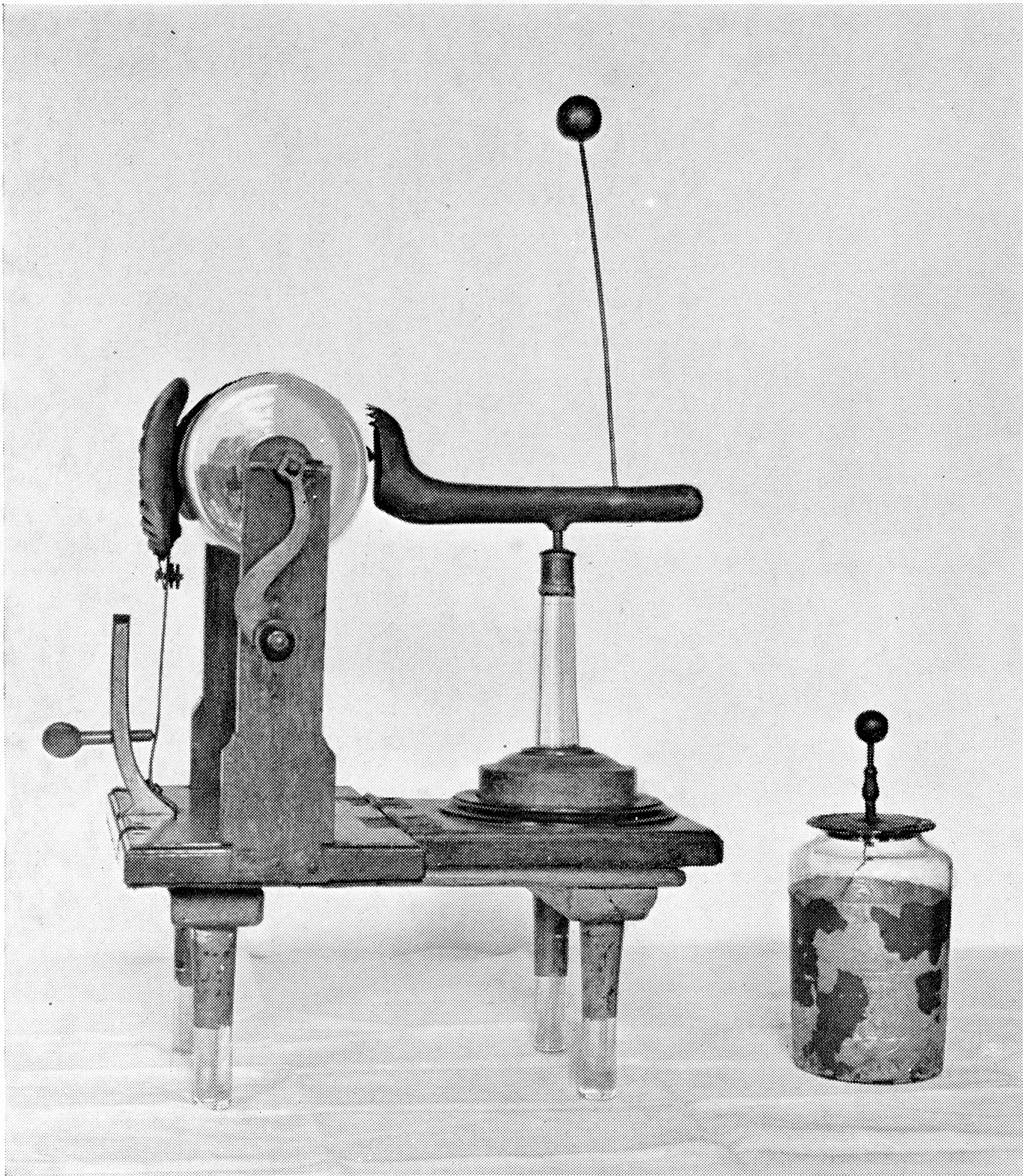
Esquisse d'une machine électrique conçue par Wesley.

John Wesley voyageait beaucoup, généralement à cheval, prêchant deux ou trois fois par jour. Stephen Tomkins écrit que « [Wesley] a parcouru 250 000 milles [400 000 km], a donné 30 000 livres, […] et a prêché plus de 40 000 sermons […] ». Il a formé des sociétés, ouvert des chapelles, examiné et mandaté des prédicateurs, administré des associations caritatives, prescrit aux malades, aidé à lancer l'utilisation de l'électroconvulsivothérapie pour le traitement des maladies , dirigé des écoles (dont la Kingswood School qu'il fonda) et des orphelinats.
John Wesley pratiquait un régime végétarien et, plus tard dans la vie, il s'est abstenu de vin pour des raisons de santé. Wesley a mis en garde contre les dangers de l'abus d'alcool dans son célèbre sermon, The Use of Money, et dans sa lettre à un alcoolique. Dans son sermon On Public Diversions, Wesley dit : « Vous voyez le vin quand il scintille dans le verre, et vous allez en boire. Je vous dis qu'il y a du poison dedans ! et, par conséquent, vous prie de le jeter ». Ces déclarations contre l'usage de l'alcool concernaient principalement les « alcools forts et les spiritueux », plutôt que la bière à faible teneur en alcool, qui était souvent plus sûre à boire que l'eau contaminée de l'époque. Les églises méthodistes devinrent des pionnières dans le mouvement de tempérance abstème des XIXe et XXe siècles, qui devint de rigueur par la suite dans le méthodisme britannique.
Wesley assista à des concerts de musique et était particulièrement admirateur de Charles Avison. Après avoir assisté à une représentation à la cathédrale de Bristol en 1758, Wesley déclara : « Je suis allé à la cathédrale pour entendre Le messie de M. Handel. Je doute que cette assemblée n'ait jamais été aussi sérieuse lors d'un sermon qu'elle ne l'a été lors de cette représentation. À plusieurs moments, en particulier plusieurs chœurs, cela a dépassé mes attentes. »

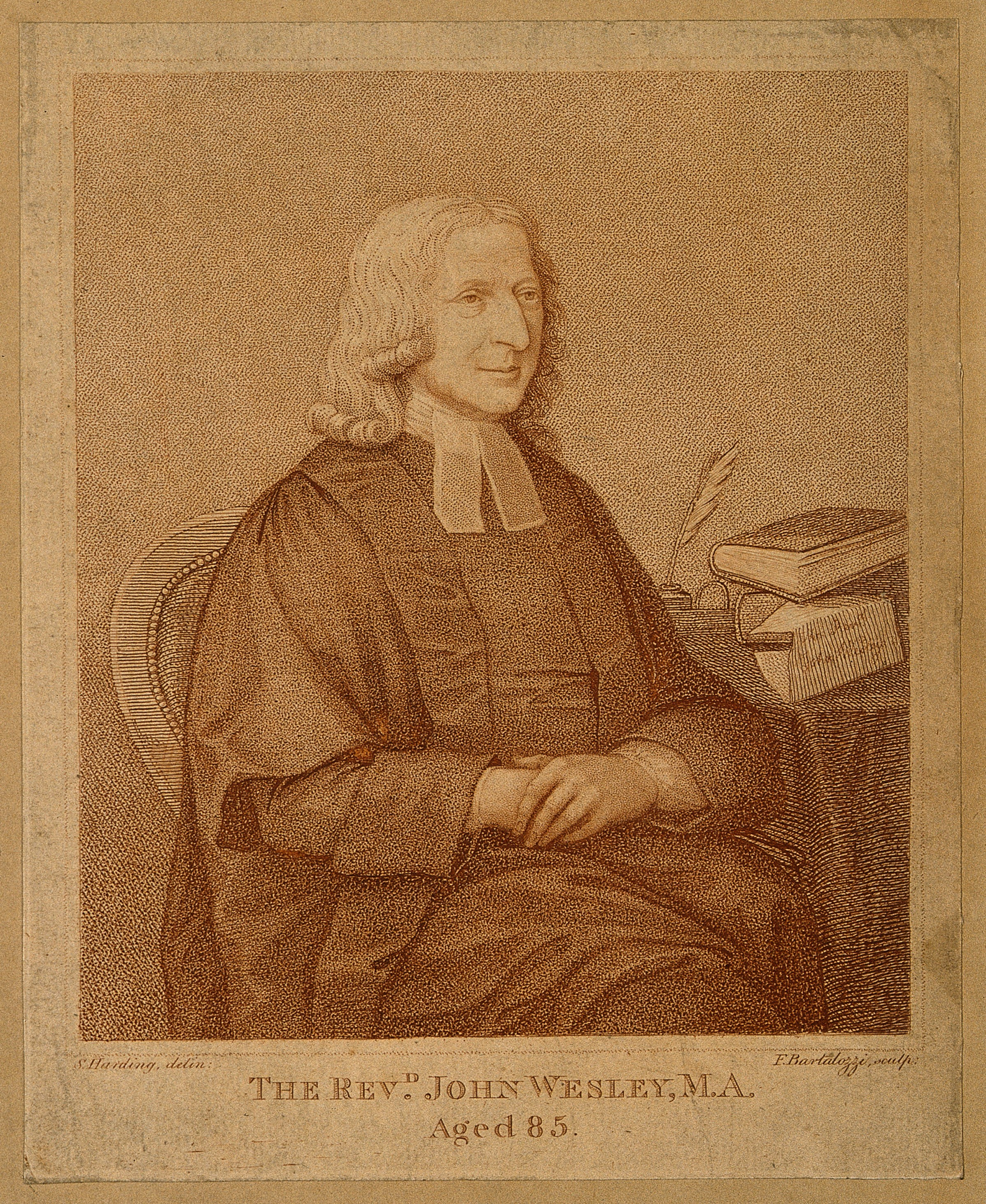
Gravure en pointillé par Francesco Bartolozzi, 1760.

John Wesley est décrit comme étant de taille moyenne, bien proportionné, fort, avec un œil brillant, un teint clair et un visage saint et intellectuel. Bien qu'il préféra le célibat au lien conjugal,, il se maria très mal à l'âge de 48 ans avec une veuve, Mary Vazeille, décrite comme « une veuve aisée et mère de quatre enfants ». Le couple n'eut pas d'enfants. Vazeille le quitta 15 ans plus tard. John Singleton écrit : « En 1758, elle l'avait quitté - incapable de faire face, dit-on, à la concurrence du temps et du dévouement qu'il consacrait au mouvement méthodiste en plein essor. Molly, comme on l’appelait, devait revenir et le quitter à plusieurs reprises avant leur séparation définitive. » Wesley a rapporté avec ironie dans son journal : « Je ne l'ai pas abandonnée, je ne l'ai pas renvoyée, je ne la rappellerai pas. »
En 1770, à la mort de George Whitefield, John Wesley écrivit un sermon commémoratif qui louait ses qualités admirables et reconnaissait les différences entre les deux hommes : « Il existe de nombreuses doctrines de nature moins essentielle [...] Dans celles-ci, nous pouvons penser et laisser penser ; nous pouvons « être d'accord d'être en désaccord ». Mais, en attendant, retenons l'essentiel […] ». Wesley a peut-être été le premier à utiliser l'expression « être d'accord d'être en désaccord » dans le sens moderne de tolérer les différences, bien qu'il ait lui-même attribué cette phrase à Whitefield, et qu'elle soit apparue dans d'autres contextes auparavant.
Wesley fut gravement malade lors d'une visite à Lisburn en Irlande en juin 1775. Il séjourna alors chez une dirigeante méthodiste, Henrietta Gayer, où il se remit de sa maladie.

## Mort

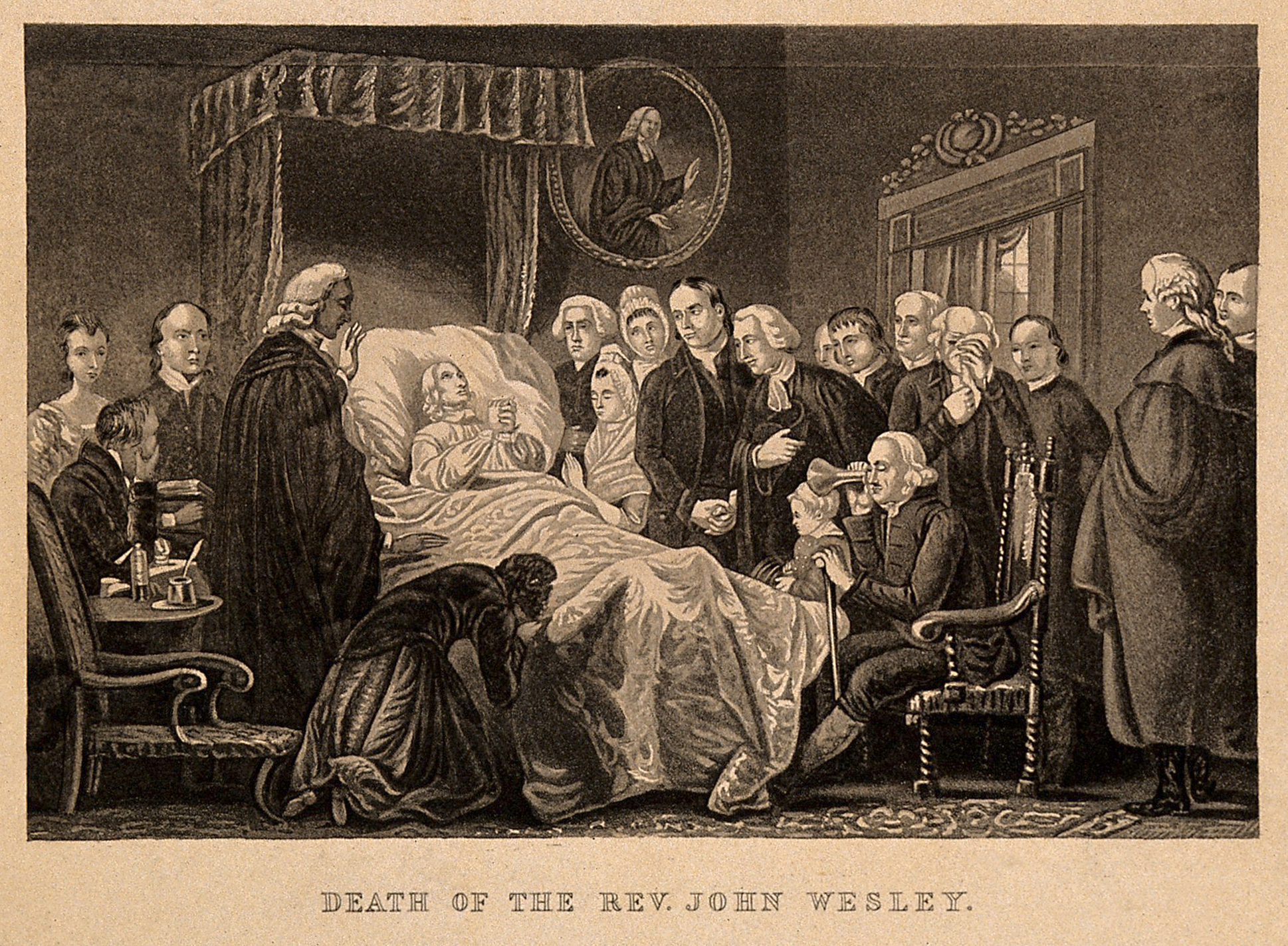
Wesley sur son lit de mort : « La meilleure des choses, c'est que Dieu soit avec nous ». Mezzotint par John Sartain.

La santé de Wesley diminua fortement vers la fin de sa vie et il cessa de prêcher. Le 28 juin 1790, moins d'un an avant sa mort, il écrivait :
 Ce jour, j'entre dans ma quatre-vingt-huitième année. Pendant plus de quatre-vingt-six ans, je n'ai trouvé aucune des infirmités de la vieillesse : mes yeux ne se sont pas affaiblis, ma force naturelle n'a pas diminué non plus. Mais en août dernier, j'ai trouvé un changement presque soudain. Mes yeux étaient si sombres qu'aucun verre ne m'aidait. De même, ma force m'a abandonné et ne reviendra probablement pas dans ce monde.

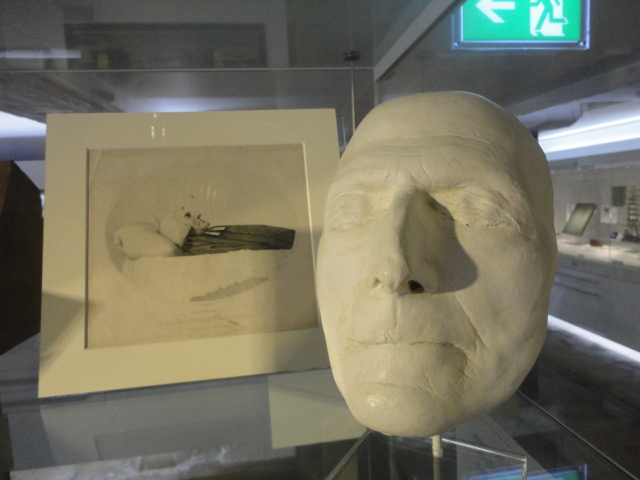
Masque mortuaire de Wesley, exposé au Museum of Methodism, Londres

Wesley fut soigné pendant ses derniers mois par Elizabeth Ritchie et son médecin John Whitehead. Il mourut le 2 mars 1791, à l'âge de 87 ans. Alors qu'il était en train de mourir, ses amis s'étant rassemblés autour de lui, Wesley a saisi leurs mains et a dit à plusieurs reprises : « Adieu, adieu. » À la fin, il a dit : « La meilleure des choses, c'est que Dieu soit avec nous », a levé les bras et a de nouveau élevé sa voix faible, répétant les mots : « La meilleure des choses, c'est que Dieu soit avec nous. » Il a été enterré dans sa chapelle sur la City Road à Londres. Ritchie rédigea un récit de sa mort qui fut cité par Whitehead lors de ses funérailles.
En raison de sa nature charitable, il mourut pauvre, laissant comme résultat de sa vie 135 000 membres et 541 prédicateurs itinérants sous le nom de « méthodistes ». Il a été dit que « lorsque John Wesley a été porté à sa tombe, il laissait derrière lui une bonne bibliothèque de livres, une robe de pasteur bien usée » et l'église méthodiste.

## Œuvres littéraires

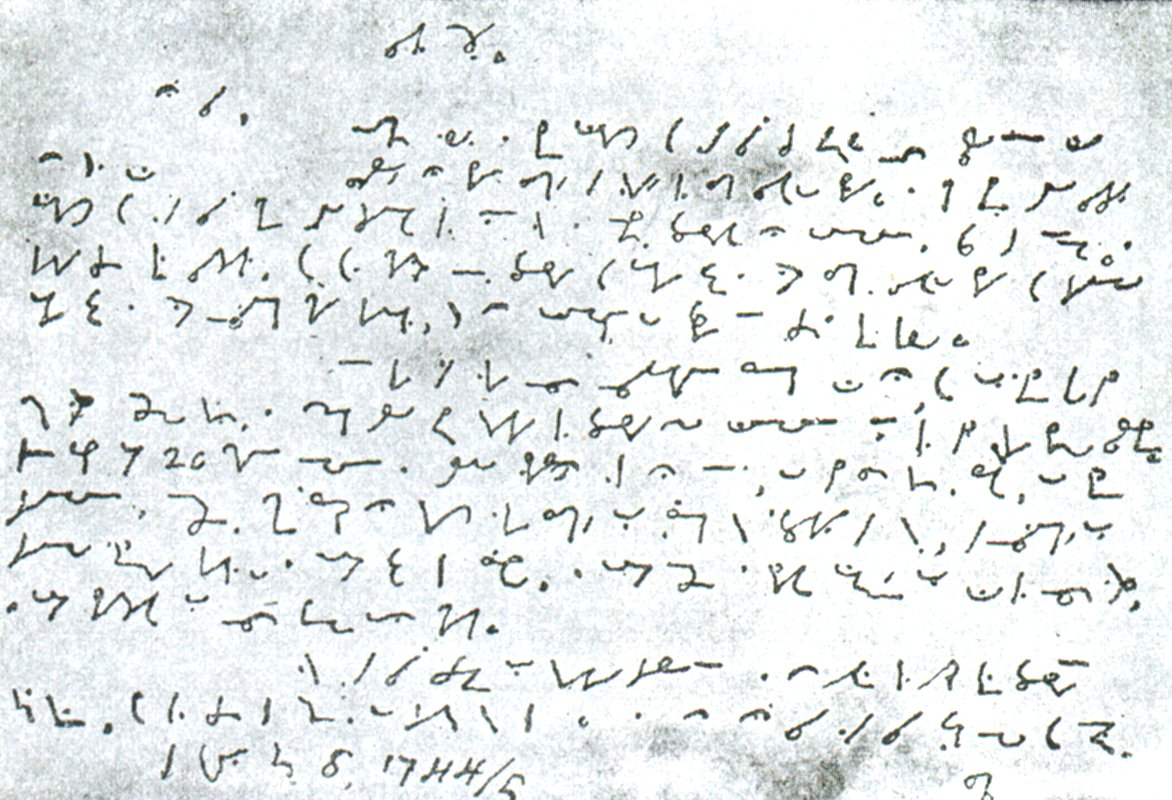
L'écriture sténographique de Wesley

John Wesley a écrit, édité ou abrégé quelque 400 publications. En plus de la théologie, il a écrit sur la musique, le mariage, la médecine, l'abolitionnisme et la politique. Wesley était un penseur logique et s'est exprimé clairement, concisément et avec force par écrit. Ses sermons écrits sont caractérisés par leur sérieux spirituel et leur simplicité. Entre 1746 et 1760, Wesley a compilé plusieurs volumes de sermons écrits, publiés sous le titre de Sermons on Several Occasions ; les quatre premiers volumes comprennent quarante-quatre sermons à caractère doctrinal. Ses Forty-Four Sermons [Quarante-quatre sermons] et les Explanatory Notes Upon the New Testament (1755) sont des normes doctrinales méthodistes. Wesley était un prédicateur fluide, puissant et efficace ; il prêchait habituellement spontanément et brièvement, quoique longuement à certaines occasions.
Dans sa Christian Library (1750), il a écrit sur des mystiques tels que Macaire de Scété, Éphrem le Syrien, Madame Guyon, François Fénelon, Ignace de Loyola, Jean d'Avila, François de Sales, Blaise Pascal et Antoinette Bourignon. L'œuvre reflète l'influence du mysticisme chrétien dans le ministère de Wesley du début à la fin bien qu'il ne l'ait jamais rejeté après l'échec de la mission en Géorgie.
La prose de Wesley, Works a d'abord été rassemblé par lui-même (32 vol., Bristol, 1771–1774, fréquemment réimprimés dans des éditions variant considérablement dans le nombre de volumes). Ses principaux ouvrages en prose sont une publication standard en sept volumes en in-octavo du Methodist Book Concern, New York. Ils existent aussi sous The Poetical Works of John and Charles Wesley, éd. G. Osborn, paru en 13 volumes, Londres, 1868-1872.
En plus de ses Sermons et Notes se trouvent ses Journals (initialement publiés en 20 parties, Londres, 1740-1789; nouvelle édition de N. Curnock contenant des notes de journaux intimes non publiés, 6 volumes, volumes i à ii, Londres et New York, 1909–11); The Doctrine of Original Sin (Bristol, 1757; en réponse au Dr John Taylor de Norwich); An Earnest Appeal to Men of Reason and Religion (initialement publié en trois parties; 2e éd., Bristol, 1743), une défense élaborée du méthodisme, décrivant les maux de l'époque dans la société et dans l'église ; et un Plain Account of Christian Perfection (1766).
Le Sunday Service de Wesley, était une adaptation du Livre de la prière commune à l'usage des méthodistes américains. Dans son office de la veille du nouvel-an, il utilisa une prière piétiste maintenant généralement connue sous le nom de « Wesley Covenant Prayer », peut-être sa contribution la plus célèbre à la liturgie chrétienne. Il fut également un écrivain, traducteur et compilateur de cantiques réputés.
Wesley a également écrit sur la physique et la médecine, comme dans The Desideratum, sous-titré Electricity made Plain and Useful by a Lover of Mankind and of Common Sense (1759). Il a aussi écrit Primitive Physic, ou, An Easy and Natural Method of Curing Most Diseases.
Malgré sa production littéraire prolifique, John Wesley fut confronté pour plagiat pour avoir emprunté massivement à un essai de Samuel Johnson, publié en mars 1775. Niant initialement l'accusation, il s'est rétracté plus tard et s'est excusé officiellement.

## Commémoration et héritage

### Influence théologique
Wesley continue d'être la principale influence théologique pour les méthodistes et les groupes d'héritage méthodiste du monde entier, à commencer par l'Église méthodiste de Grande-Bretagne, son Église mère et le Conseil méthodiste mondial. Le mouvement méthodiste compte 75 millions d'adhérents dans plus de 130 pays. Les enseignements wesleyens servent également de base au mouvement de sanctification, qui comprend des dénominations comme l'église wesleyenne, l'église méthodiste libre, l'église du Nazaréen, l'armée du salut, et plusieurs autres dénominations plus petites. Le pentecôtisme et certaines parties du mouvement charismatique sont des extensions de ces dénominations. L'appel de Wesley à la sainteté personnelle et sociale continue de défier les chrétiens qui tentent de discerner ce que signifie participer au Royaume de Dieu.

### Mémoire et commémorations
Il est commémoré dans le calendrier de l'Église évangélique luthérienne d'Amérique le 2 mars avec son frère Charles. Les frères Wesley sont également commémorés le 3 mars dans le calendrier des saints de l'Église épiscopalienne et le 24 mai dans le calendrier anglican.
En 2002, John Wesley a été classé au numéro 50 sur la liste de la BBC des 100 plus grands Britanniques, tiré d'un sondage du public britannique.
Au début de son ministère, Wesley fut interdit de prêcher dans de nombreuses églises paroissiales et les méthodistes furent persécutés ; il devint par la suite largement respecté, et à la fin de sa vie, il fut décrit comme « l'homme le plus aimé d'Angleterre ».

### Sites mémoriels
La maison et la Chapelle Wesley qu'il a construites en 1778 sur City Road à Londres, sont toujours intactes ainsi que le musée du méthodisme comportant une crypte. Aujourd'hui, la chapelle a une congrégation florissante avec des services réguliers.
De nombreux collèges, hôpitaux, écoles et autres institutions portent le nom de Wesley ; en outre, beaucoup sont nommés d'après le méthodisme. En 1831, l'Université Wesleyenne de Middletown, Connecticut, fut la première institution d'enseignement supérieur aux États-Unis à porter le nom de Wesley. L'institution désormais laïque a été fondée comme un collège méthodiste exclusivement masculin. Aux États-Unis, une vingtaine de collèges et d'universités indépendants ont été nommés par la suite.
Une réplique du presbytère où Wesley vécut étant enfant a été construite dans les années 1990 à Lake Junaluska, Caroline du Nord. Cela s'ajoutait à un ensemble de bâtiments construits à partir des années 1950 pour le Conseil méthodiste mondial, comprenant un musée qui abritait des lettres écrites par Wesley et un pupitre que Wesley avait utilisé. Le musée avait déjà des difficultés à rester ouvert, et la pandémie de COVID-19 a finalement rendu nécessaire sa fermeture. Ses contenus ont été transférés à la bibliothèque Bridwell de Perkins School of Theology, Southern Methodist University à Dallas, Texas.
|                                                  |
| « Remember John Wesley », Wroot, près d'Epworth. |

|                                                                               |
| Statue de Wesley à l'exterieur de la Wesley Church de Melbourne en Australie. |

|                                                         |
| Panneau informatif a Gwennap Pit, Cornwall, Angleterre. |

|                                                                     |
| Vitraux de la Memorial Chapel du Lac Junaluska en Caroline du Nord. |

|                                                                                         |
| John Wesley prêchant à Moorfields en 1738, vitrail de l'église St Botolph à Aldersgate. |

| |
| Le lancement du navire missionnaire le « John Wesley » à West Cowes, île de Wight, 23 septembre 1846. |

### Films
En 1954, la Commission de la radio et du film de l'Église méthodiste britannique, en coopération avec J. Arthur Rank, produisit le film John Wesley. Il s'agissait d'une adaptation en prises de vues réelles de l'histoire de la vie de Wesley, avec Leonard Sachs dans le rôle-titre.
En 2009, un long métrage plus ambitieux, Wesley, a été publié par Foundery Pictures, avec Burgess Jenkins dans le rôle de John Wesley, June Lockhart dans le rôle de Susanna, R. Keith Harris dans le rôle de Charles Wesley et le vainqueur du Golden Globe Kevin McCarthy dans le rôle de l'évêque Ryder. Le film a été réalisé par le cinéaste primé John Jackman.

### Comédies musicales
En 1976, la comédie musicale Ride! Ride!, composée par Penelope Thwaites, membre de l'ordre d'Australie et écrite par Alan Thornhill, est créée au Westminster Theatre dans le West End theatre de Londres. La pièce est basée sur l'histoire vraie de l'incarcération de Martha Thompson, âgée de dix-huit ans, à Bedlam, un incident de la vie de John Wesley. Il y eut 76 représentations.
Depuis lors, il a eu plus de 40 productions, tant amateures que professionnelles, dont une version de concert de 1999, publiée sur le label Somm, avec Keith Michell dans le rôle de Wesley.

## Œuvres

### En anglais
- (en) John Wesley, A collection of forms of prayer for every day in the week, 1733
- (en) John Norris et John Wesley, A Treatise on Christian Prudence, 1734
- (en) John Wesley, An earnest appeal to men of reason and religion, Bristol, Printed by Felix Farley, 1743
- (en) John Wesley, Primitive Physic, Or, An Easy and Natural Method of Curing Most Diseases, Londres, 1744 (lire en ligne)
- (en) John Wesley et Felix Farley, A christian library, Bristol, Printed by Felix Farley, 1749 (lire en ligne)
- (en) John Wesley, The New Testament, with explanatory notes, Londres, W. Nicholson, 1754 (lire en ligne)
- (en) John Wesley, Explanatory Notes on the New Testament, Bristol, William Pine, 1755 (lire en ligne)
- (en) John Wesley, The Doctrine of Original Sin, Bristol, William Pine, 1757
- (en) John Wesley, The Desideratum; or, Electricity Made Plain and Useful, Londres, Bailliere, Tindall, and Cox, 1759 (lire en ligne)
- (en) John Wesley, A survey of the wisdom of God in the creation : or a compendium of natural philosophy, Bristol, William Pine, 1763 (lire en ligne)
- (en) John Wesley, Explanatory Notes upon the Old Testament, Bristol, William Pine, 1765 (lire en ligne)
- (en) John Wesley, A Plain Account of Christian Perfection, Bristol, Printed by William Pine, 1766 (lire en ligne)
- (en) John Wesley (32 volumes), Works, Bristol, William Pine, 1771-1774
- (en) John Wesley (17 volumes), Works, Joseph Benson, 1809–1813
- (en) John Wesley (14 volumes), Works, Thomas Jackson, 1827
- (en) John Wesley (7 volumes), Works, John Emory, 1831
- (en) John Wesley (15 volumes), Works, John Emory, 1831
- (en) John Welsey, charles Wesley et G. Osborn, The poetical works of John and Charles Wesley, Londres, 1868-1871
- (en) John Wesley (20 parts), Journals, 1739–1789
- (en) John Wesley (6 volumes), Journals, Nehemiah Curnock, 1909–1911

### En français
- John Wesley, Le caractère d’un méthodiste, Londres, Guillaume Strahan, 1743
- John Wesley et John Fletcher, Le Salut par la Foi : Sermon Traduit de l'Anglois, Londres, Guillaume Strahan, 1759
- John Wesley, Médecine primitive, Lyon, chez Jean-Marie Bruyset, 1772 (lire en ligne)
- John Wesley, Doctrine de l'Ecriture au sujet de la Predestination, de L'Election, et de la Reprobation, Guernesey, Chez J.A. Chevalier et N. Mauger, 1812
- John Wesley, Les moyens de la grâce; sermon, sur Malachie, III. 7, etc., [St. Peter Port], H. Brouard, 1819 (lire en ligne)
- John Wesley, Sermon sur la religion en famille, Jersey, P. Mourant, printer, 1819
- John Wesley, Vie de Mr. de la Fléchère, de Nyon, pasteur de Madeley dans le Shropshire en Angleterre, Lausane, Hignou ain, 1826b (lire en ligne)
- John Wesley, Charles Wesley et Jean de Queteville, Recueil de cantiques, à l'usage de la société appelée Méthodiste, Londres, Chez Jean Mason, 1828 (lire en ligne)
- John Wesley, Le Jeûne, sermon traduit de l’anglais du Révérend John Wesley, Paris, Risler, 1832
- John Wesley, Sermons choisis, vol. 1, Paris, Risler, 1836 (lire en ligne)
- John Wesley, Sermons choisis, vol. 2, Paris, Risler, 1836
- John Wesley, Conseils adressés aux chrétiens surnommés Méthodistes, Paris, M. Aurel frères, 1840 (lire en ligne)
- John Wesley, Le Sermon sur la montagne expliqué dans une série de discours, Paris, Libr. évangélique, 1857 (lire en ligne)
- John Wesley, La voie du salut: sermons, Paris, Libr. évangélique, 1858 (lire en ligne)
- John Wesley, Sermons, par Jean Wesley. Traduction nouvelle, vol. 1, Paris, Libr. évangélique, 1888
- John Wesley, Sermons, par Jean Wesley. Traduction nouvelle, vol. 2, Paris, Libr. évangélique, 1888
- John Wesley, Exposition claire et simple de la perfection chrétienne, Kansas City, Editions Foi et Sainteté, 2006 (lire en ligne)
- John Wesley, « Réponse à la question, qu'est-ce qu'un arminien ? par un ami de la libre grâce », sur Arminianisme Évangélique, 15 juin 2020 (consulté le 23 novembre 2024)
- John Wesley, « Sérieuses réflexions sur la persévérance des saints », sur Arminianisme Évangélique, 2 novembre 2020 (consulté le 23 novembre 2024)
- John Wesley, « La prédestination : Sermon 58 de John Wesley », sur Arminianisme Évangélique, 30 novembre 2020 (consulté le 23 novembre 2024)
- John Wesley, « Un appel aux rétrogrades : Sermon 86 de John Wesley », sur Arminianisme Évangélique, 18 septembre 2023 (consulté le 23 novembre 2024)
- John Wesley, La prédestination calmement considérée [« Predestination calmly considered »], Arminianisme évangélique, 2023 (1re éd. 1752) (lire en ligne)

### Citations
1. ↑  « http://discovery.nationalarchives.gov.uk/details/a/A13530954 »
2. ↑  « http://pid.emory.edu/ark:/25593/90153 »
3. ↑  « http://pid.emory.edu/ark:/25593/g2470 »
4. ↑  Wells 2008, Wesley. « Le nom du fondateur du méthodisme était prononcé /wɛsli/, bien que souvent prononcé /wɛzli/ »
5. ↑  BBC Humberside 2008.
6. ↑  Ratcliffe 2019.
7. ↑  Johnson 2002.
8. 1 2  Wallace 1997.
9. ↑  Crain 2009, p. 114.
10. ↑  Tomkins 2003, p. 22.
11. 1 2  Young 2015, p. 61.
12. 1 2  Tomkins 2003, p. 27.
13. ↑  Tomkins 2003, p. 23.
14. 1 2  Wesley et Whaling 1981, p. 10.
15. 1 2  Law 2009.
16. 1 2  Tomkins 2003, p. 31.
17. ↑  Stoughton 1878, p. 296.
18. ↑  Iovino 2016.
19. ↑  Tomkins 2003, p. 37.
20. ↑  Wesley 1931, letter 1732.
21. ↑  The Methodist Church 2011.
22. ↑  Heitzenrater 1972, p. 393.
23. ↑  Heitzenrater 1972, p. 392.
24. ↑  Wesley et Benson 1827, p. 108.
25. 1 2 3  Ross et Stacey 1998.
26. ↑  Edge 2000, p. 266.
27. ↑  Hammond 2014, p. 191.
28. ↑  Hodges 2014.
29. ↑  Tomkins 2003, p. 54–55. « Les biographes ont débattu de la question de savoir si Wesley agissait par rancune ou par devoir sacerdotal. La réponse la plus probable semble être qu'il s'était convaincu que l'un équivalait à l'autre [...] la décision était sans doute alimentée par la rancune. »
30. ↑  Wesley 1826, p. 45.
31. ↑  Hammond 2014, p. 106.
32. ↑  Cracknell et White 2005, p. 97.
33. ↑  Hurst 1903, p. 102–103.
34. ↑  Wesley 2000a.
35. ↑  Dreyer 1999, p. 27.
36. ↑  Wesley et Jackson 1979, Sermon #1: Salvation By Faith.
37. ↑  Wesley et Jackson 1979, Sermon #128: Free Grace.
38. ↑  Burnett 2006, p. 36.
39. ↑  Burnett 2006, p. 36-37.
40. ↑  Waltz 1991.
41. ↑  Dose 2015.
42. ↑  Wesley 1831, p. 192.
43. ↑  Green 2019.
44. 1 2 3  Goodwin 1996, p. 171 et suiv..
45. ↑  Morgan 1990, p. 4.
46. ↑  LAMC 2019.
47. ↑  Morgan 1990, p. 3.
48. ↑  Buckley 1898.
49. ↑  Tomkins 2003, p. 69.
50. ↑  BBC 2011.
51. 1 2  Brownlow 1859.
52. ↑  Smith 2010, p. 2.
53. ↑  Oden 2013.
54. ↑  Tooley 2014.
55. 1 2  Lane 2015.
56. ↑  Bowen 1901.
57. ↑  Burdon 2005, p. 23.
58. ↑  Morgan 1990, p. 5.
59. ↑  The Asbury Triptych 2019.
60. ↑  Tooley 1870, p. 48.
61. ↑  Bates 1983.
62. ↑  Hurst 1903, Chapter XVIII – Setting His House in Order.
63. ↑  Parkinson 1898.
64. 1 2 3  Hurst 1903, Chapter IX – Society and Class.
65. ↑  Patterson 1984, p. 77.
66. ↑  Graves 2007.
67. ↑  Spiak 2011.
68. ↑  Hindle 1975, p. 78–79.
69. ↑  Manchester City Council 2019.
70. 1 2 3  O'Brien 2021, p. 185-210.
71. ↑  Collins 2003.
72. ↑  Bunting 1940, p. 277–278.
73. ↑  Thorsen 2005, p. 97.
74. ↑  Tucker 2008, p. 84–85.
75. ↑  Holden 1870, p. 57–59.
76. ↑  Wesleyan Methodist Magazine 1836. « M. Wesley est ainsi devenu évêque et a consacré le Dr Coke, qui se joignit à lui […] [Wesley] écrivit de sa propre main qu'Érasme était évêque d'Arcadie, […] ».
77. ↑  Cooke 1896, p. 145. « Le Dr Peters était présent lors de l'entrevue. Il les accompagna et présenta le Dr Seabury à M. Wesley, qui était jusqu'à présent convaincu qu'il serait consacré volontairement par M. Wesley. Celui-ci aurait signé sa lettre d'ordre en tant qu'évêque, ce que M. Wesley ne pouvait faire sans encourir la peine de la loi Præmunire. »
78. ↑  UMC of Indiana 2019.
79. ↑  Wesley 1915, p. 264. « En conséquence, j'ai nommé le Dr Coke et M. Francis Asbury au titre de surintendants conjoints de nos frères en Amérique du Nord [...] ».
80. ↑  Lee 1810, p. 128. « C'était la première fois que nos surintendants se donnaient le titre d'évêques dans les minutes. Ils avaient changé le titre eux-mêmes sans le consentement de la conférence; et lors de la conférence suivante, ils avaient demandé aux prédicateurs si le mot évêque pouvait figurer dans le procès-verbal; voyant que c'était un nom scripturaire, et que la signification du mot évêque, était la même que celle de surintendant. Certains des prédicateurs se sont opposés à la modification [...] mais la majorité des prédicateurs ont accepté de laisser le mot évêque. »
81. ↑  Wesley 1915. « Comment pouvez-vous, comment osez-vous, souffrir d'être appelé évêque? Je frissonne, j'en frissonne à la pensée même! Les hommes peuvent m'appeler un coquin, un imbécile, un vilain, un scélérat, et j'en suis content; mais ils ne m'appelleront jamais évêque! Pour moi, pour l'amour de Dieu, pour l'amour du Christ, mettez un terme à cela! »
82. ↑  Wesley 2000b, p. 434.
83. ↑  Wesley 1931, letter 1785b.
84. ↑  Watson 1990, p. 26.
85. 1 2  Mellor 2003.
86. ↑  Craik 1916.
87. ↑  Patterson 1984, Article IV – The Holy Bible.
88. ↑  McDonald 2012, p. 117.
89. 1 2 3  Loyer 2014, p. 19.
90. ↑  Wesley 1984, p. 296.
91. ↑  Staples 1986.
92. ↑  Miller 2012.
93. ↑  Wesley et Jackson 1979b, Plain Account of Christian Perfection, p. 367.
94. ↑  Wiley 1940, p. 499.
95. ↑  McCormick 1991.
96. ↑  Jones 2002, p. 33.
97. ↑  Sanders 2013, p. 209. « La compréhension de Wesley de l’expérience chrétienne normative était que, après la conversion, les croyants connaîtraient une expansion graduelle de leur connaissance et compréhension de leur propre péché et de la sainteté de Dieu. Avec la nature régénérée agissant en eux, la prise de conscience croissante de la réalité spirituelle produirait une tension croissante, avec plus de douleur face au péché et un plus grand désir d’en être délivré. Puis, à un moment donné et de la manière qui lui plaisait, Dieu répondrait à la prière fidèle du chrétien pour la délivrance du péché qui habite en lui. »
98. ↑  Wesley 1766, p. 58, 62–69. « Wesley insistait sur le fait que le but de la « perfection chrétienne » était atteignable et qu’il pouvait nommer certains de ceux qui avaient « atteint le sommet de la perfection ». En même temps, il admettait qu’il ne l’avait pas atteint lui-même et que c’était le cas pour la plupart d’entre nous aussi. Voir son sermon. »
99. ↑  Knight 2018, p. 115.
100. ↑  Gunter 2007, p. 69.
101. ↑  Stanglin et McCall 2012, p. 153.
102. ↑  Cox 1969, p. 147-148.
103. ↑  Stevens 1858, p. 155.
104. ↑  Evans 1961.
105. ↑  Wiersbe 1984, p. 255.
106. ↑  Tyerman 1876, p. 56.
107. ↑  Gunter 2011, p. 4.
108. ↑  Allin 1888, p. 197.
109. ↑  Bonnet 1792, p. 24. « Il y aura donc une avancée perpétuelle de tous les individus de l’humanité vers une plus grande perfection ou un plus grand bonheur. »
110. ↑  Oden 2012, p. 102.
111. ↑  Carey 2005, p. 145–151.
112. ↑  Carey 2003.
113. 1 2  Wesley 1774.
114. ↑  Field 2015, p. 3.
115. ↑  Yrigoyen 1996.
116. ↑  Yoon 2012.
117. ↑  Field 2015, p. 6.
118. ↑  Beckett, Hill et Johnson 1941, p. 62.
119. ↑  English 1994.
120. ↑  Burge 1996, p. 9.
121. ↑  Jensen 2013, p. 120.
122. ↑  Lloyd 2009, p. 33.
123. ↑  Chilcote 1991, p. 121–122.
124. ↑  Tucker et Liefeld 2010, p. 241.
125. 1 2 3  Chilcote 1993, p. 78.
126. ↑  Burton 2008, p. 164.
127. 1 2  Lloyd 2009, p. 34.
128. ↑  Eason 2003, p. 78.
129. ↑  Richie 2003.
130. ↑  Yates 2023, p. 197.
131. ↑  Oakes 2004.
132. ↑  Johnstone 2000, p. 152.
133. ↑  Ryan 2017.
134. ↑  Preece 2008, p. 239. « Grâce à Dieu, depuis que j'ai abandonné les repas de viande et le vin, j'ai été délivré de tous les maux physiques. »
135. ↑  Wesley et Jackson 1979, Sermon #50: The Use Of Money.
136. ↑  Anderson 2001.
137. ↑  Wesley et Jackson 1979, Sermon #140: On Public Diversions.
138. ↑  Maddox et Vickers 2010, p. 186.
139. ↑  Curtis 2016.
140. ↑  Fay 2017.
141. ↑  Wesley 1835, p. 7.
142. ↑  Carroll 1953, p. 310.
143. ↑  Coe 1996.
144. ↑  Lawrence 2011, p. 134–136.
145. 1 2  Busenitz 2013.
146. ↑  Southey 1820, p. 137.
147. ↑  Wesley et Jackson 1979, Sermon #53: On The Death of The Rev. Mr. George Whitefield.
148. ↑  Martin 2019.
149. ↑  Crookshank 1882, p. 116-125.
150. ↑  Williams 2012.
151. 1 2  Graham 2004.
152. 1 2  Hurst 1903, p. 298.
153. ↑  Cheetham 2003, p. 37.
154. ↑  The Methodist Church 2019.
155. ↑  Wesley 2015, p. 134–135.
156. ↑  The Methodist Church 2020, p. 213.
157. ↑  Heath 2010, p. 60–61.
158. ↑  Tucker 1996.
159. ↑  Parkes 1997.
160. ↑  Wesley 1779.
161. ↑  Wesley 1759. « Il est hautement probable que [l'électricité] soit l'instrument général de tout mouvement dans l'univers. »
162. ↑  Wesley 1744.
163. ↑  Abelove 1997.
164. ↑  Cracknell et White 2005, p. vii.
165. ↑  Dayton 1987, p. 48.
166. ↑  Campbell 2019, p. 89.
167. ↑  Buchanan 2006, p. 470.
168. ↑  BBC News 2002.
169. ↑  Kiefer 2019.
170. ↑  Wesley's Chapel 2017.
171. ↑  Hubbard et Hubbard 2018, p. 52.
172. 1 2  Hyatt 2021.
173. ↑  Cheetham 2003, p. 30.
174. ↑  IMDb 2019.
175. ↑  The Guide to Musical Theatre 2014.
176. ↑  Thwaites 2000.

### Sources
- (en) Henry Abelove, « John Wesley's Plagiarism of Samuel Johnson and Its Contemporary Reception », The Huntington Library Quarterly, vol. 59, no 1,‎ 1997, p. 73–80 (DOI 10.2307/3817906, JSTOR 3817906)
- (en) Thomas Allin, Universalism Asserted, London, E. Stock, 1888
- (en) Lesley G. Anderson, « John Wesley and His Challenge to Alcoholism » [archive du 27 mars 2009], Wesley Heritage Foundation, 2001 (consulté le 22 mai 2016)
- (en) Stanley Ayling, John Wesley, London, Collins, 1979 (ISBN 978-0-002-16656-0)
- (en) E. Ralph Bates, « Wesley's Property Deed for Bath », Wesley Historical Society, vol. 44, no 2,‎ 1983, p. 25–35 (lire en ligne)
- (en) BBC, « Methodist Church », BBC, 12 juillet 2011 (consulté le 13 décembre 2015)
- (en) BBC Humberside, « John Wesley at Epworth », sur BBC, BBC Humberside, 25 janvier 2008 (consulté le 16 janvier 2016)
- (en) BBC News, « BBC reveals 100 great British heroes », sur BBC News, 22 août 2002 (consulté le 9 décembre 2019)
- (en) Verona E. Beckett, Jane Hill et Pauline C. Johnson, « Richard Allen », Association for the Study of African American Life and History, vol. 5, no 3,‎ 1941 (JSTOR 44246641)
- (en) Charles Bonnet, Conjectures Considering the Nature of Future Happiness, London, G. Paramore, 1792
- (en) William Abraham Bowen, Why Two Episcopal Methodist Churches in the United States?: A Brief History Answering this Question for the Benefit of Epworth Leaguers and Other Young Methodists, Nashville, TN, Publishing House of the M.E. Church, 1901
- (en) George Washington Brownlow, « John Wesley Preaching from His Father's Tomb at Epworth », Art UK, 1859 (consulté le 20 septembre 2016)
- (en) Colin Buchanan, Historical Dictionary of Anglicanism, Oxford, Scarecrow Press, 2006 (ISBN 978-0-8108-6506-8, lire en ligne)
- (en) James Monroe Buckley, A History of Methodism in the United States, New York, Harper & Brothers, 1898, 88–89 (lire en ligne)
- (en) William Braylesford Bunting, Chapel-en-le-Frith – Its History and its People, Manchester, Sherratt & Hughes, 1940, 1st éd. (lire en ligne)
- (en) Adrian Burdon, Authority and order: John Wesley and his preachers, Aldershot, Ashgate, 2005 (ISBN 978-0-7546-5454-4)
- (en) Janet Burge, Women Preachers in Community: Sarah Ryan, Sarah Crosby, Mary Bosanquet, [Peterborough], Foundery Press, 1996 (ISBN 9781858520629)
- (en) Daniel L. Burnett, In the Shadow of Aldersgate: An Introduction to the Heritage and Faith of the Wesleyan Tradition, La Vergne, Wipf and Stock, 2006
- (en) Vicki Tolar Burton, Spiritual Literacy in John Wesley's Methodism: Reading, Writing, and Speaking to Believe, Waco, TX, Baylor University Press, 2008 (ISBN 9781602580237)
- (en) Nathan Busenitz, « John Wesley's Failed Marriage », the Cripplegate, 2013 (consulté le 7 juillet 2014)
- (en) Ted A. Campbell, Deeper Christian Faith, Revised Edition: A Re-Sounding, Wipf and Stock, 2019 (ISBN 978-1-5326-5752-8)
- (en) Brycchan Carey, British Abolitionism and the Rhetoric of Sensibility: Writing, Sentiment, and Slavery, 1760?1807, Basingstoke, England, Palgrave Macmillan, 2005
- (en) Brycchan Carey, « John Wesley's Thoughts Upon Slavery and the Language of the Heart », Bulletin of the John Rylands University Library of Manchester, vol. 85, nos 2–3,‎ 2003, p. 269–284 (DOI 10.7227/BJRL.85.2-3.17, lire en ligne)
- (en) H. K. Carroll, The New Schaff-Herzog Encyclopedia of Religious Knowledge, vol. 12, Grand Rapids, Baker, 1953 (lire en ligne), « Wesley, John »
- (en) J. Keith Cheetham, On the Trail of John Wesley, Edinburgh, Luath Press, 2003 (ISBN 978-1-8428-2023-0)
- (en) Paul Wesley Chilcote, She Offered Them Christ: The Legacy of Women Preachers in Early Methodism, Eugene, OR, Wipf and Stock, 1993 (ISBN 1579106684)
- (en) Paul Wesley Chilcote, John Wesley and the Women Preachers of Early Methodism, Metuchen, N.J., Scarecrow Press, 1991, 121–122 (ISBN 0810824140, lire en ligne )
- (en) Bufford W. Coe, John Wesley and Marriage, Bethlehem, Lehigh University Press, 1996 (ISBN 0934223394)
- (en) Kenneth J Collins, John Wesley A Theological Journey, Nashville Tennessee, Abingdon Press, 2003
- (en) R. J. Cooke, The historic episcopate: a study of Anglican claims and Methodist orders, New York, Eaton & Mains, 1896 (lire en ligne)
- (en) Leo G. Cox, « Prevenient Grace - A Wesleyan View », Journal of the Evangelical Theological Society,‎ 1969, p. 143–149 (lire en ligne)
- (en) Kenneth Cracknell et Susan J. White, An Introduction to World Methodism, Cambridge, Cambridge University Press, 2005 (ISBN 978-0-521-81849-0)
- (en) Henry Craik, English prose selections, vol. 9, London, Macmillan, 1916 (lire en ligne), « John Wesley (1703–1791). A Man of One Book »
- (en) Mary B. Crain, Haunted Christmas: Yuletide Ghosts and Other Spooky Holiday Happenings, Guilford, CT., Globe Pequot, 2009 (ISBN 978-0-7627-5275-1)
- (en) Charles Henry Crookshank, Memorable women of Irish Methodism in Ireland in the last century, London, Wesleyan-Methodist book-room, 1882
- (en) Jonathan Paul Curtis, Methodism and Abstinence: a History of The Methodist Church and Teetotalism (thèse), University of Exeter, février 2016, 166–177 p. (lire en ligne)
- (en) Donald W. Dayton, Theological Roots of Pentecostalism, Peabody, MA, Hendrickson Pub., 1987 (ISBN 0-8010-4604-1, lire en ligne)
- (en) Kai Dose, « A Note on John Wesley's Visit to Herrnhut in 1738 », Wesley and Methodist Studies, vol. 7, no 1,‎ 2015, p. 117–120 (DOI 10.5325/weslmethstud.7.1.0117, JSTOR 10.5325/weslmethstud.7.1.0117)
- (en) Frederick A. Dreyer, The Genesis of Methodism, Bethlehem, N.J., Lehigh University Press, 1999
- (en) David Dunlap, « Headcovering-A Historical Perspective », Uplook Ministries, 1er novembre 1994 (consulté le 24 juin 2019)
- (en) Andrew Mark Eason, Women in God's Army: Gender and Equality in the Early Salvation Army, Waterloo, Ont., Wilfrid Laurier University Press, 2003 (ISBN 9780889208216)
- (en) John T. Edge, Georgia, Oakland, CA, Compass American Guides, 2000
- (en) John C. English, « 'Dear Sister': John Wesley and the Women of Early Methodism », Methodist History, vol. 33, no 1,‎ 1994, p. 32
- (en) Richard W. Evans, « The Relations of George Whitefield and Howell Harris, Fathers of Calvinistic Methodism », Church History, vol. 30, no 2,‎ juin 1961, p. 179–190 (DOI 10.2307/3161971, JSTOR 3161971, S2CID 162732958)
- (en) Roger Fay, « John Wesley and Music », sur Evangelical Times, 2017 (consulté le 3 février 2021), Section § Oratorios
- (en) David N. Field, « John Wesley As A Public Theologian: The Case Of Thoughts Upon Slavery », University of South Africa, vol. 114,‎ mai 2015 (DOI 10.7833/114-0-1136 )
- (en) Charles H. Goodwin, « John Wesley: Revival and Revivalism, 1736–1768 », Wesleyan Theological Journal, vol. 31, no 1,‎ 1996, p. 171–189 (lire en ligne)
- (en) E. Dorothy Graham, « Ritchie [married name Mortimer], Elizabeth », dans Oxford Dictionary of National Biography, Oxford University Press, 2004 (lire en ligne )
- (en) Dan Graves, « 1st Methodist Conference Convened in London », sur Christianity.com, 2007 (consulté le 9 décembre 2019)
- (en) Roger J. Green, « 1738 John & Charles Wesley Experience Conversions », sur Christianity Today, 2019 (consulté le 9 décembre 2019)
- (en) W. Stephen Gunter, An Annotated Content Index. The Arminian Magazine, Vols. 1–20 (1778–1797), Duke Divinity School, 2011 (lire en ligne)
- (en) William Stephen Gunter, « John Wesley, a Faithful Representative of Jacobus Arminius », Wesleyan Theological Journal, vol. 42, no 2,‎ 2007, p. 65–82 (lire en ligne)
- (en) Geordan Hammond, John Wesley in America: Restoring Primitive Christianity, Oxford, Oxford University Press, 2014
- (en) Roy Hattersley, A Brand from the Burning: The Life of John Wesley, London, Little, Brown, 2002 (ISBN 978-0-316-86020-8)
- (en) Elaine A. Heath, Naked Faith: The Mystical Theology of Phoebe Palmer, Cambridge, James Clarke & Co, 2010 (ISBN 978-0227903315)
- (en) Richard P. Heitzenrater, John Wesley and the Oxford Methodists, 1725-1735 (thèse de doctorat Phd), [Durham, North Carolina], Duke University, 1972 (OCLC 21054141)
- (en) Gordon Bradley Hindle, Provision for the Relief of the Poor in Manchester, 1754–1826, Manchester, Manchester University Press for the Chetham Society, 1975 (lire en ligne)
- (en) Sam Hodges, « Re-evaluating John Wesley's time in Georgia », United Methodist Church News, 2014
- (en) H. W. Holden, John Wesley in John Wesley in Company with High Churchmen, London, Church Press Co., 1870
- (en) Robert Hubbard et Robert Hubbard, Hidden History of Middlesex County, Connecticut, Charleston, SC, Arcadia Publishing, 2018
- (en) J. F. Hurst, John Wesley the Methodist: A Plain Account of His Life and Work, New York, Methodist Book Concern, 1903 (lire en ligne)
- (en) Vicki Hyatt, « Benefactors discuss significance of World Methodist Council building », The Mountaineer,‎ 16 juin 2021 (lire en ligne, consulté le 18 juin 2021)
- (en) IMDb, « Wesley (2009) », sur The Internet Movie Database, 2019 (consulté le 13 décembre 2019)
- (en) Joe Iovino, « The method of early Methodism: The Oxford Holy Club », sur United Methodist Church, 2016 (consulté le 9 décembre 2019)
- (en) Carolyn Passig Jensen, The Spiritual Rhetoric of Early Methodist Women: Susanna Wesley, Sarah Crosby, Mary Bosanquet Fletcher, and Hester Rogers (thèse), [Norman, Oklahoma], University of Oklahoma, 2013
- (en) Paul Johnson, « Was there madness in his Methodism? » , sur Telegraph, 2002 (consulté le 9 décembre 2019)
- (en) Lucy Johnstone, Users and Abusers of Psychiatry: A Critical Look at Psychiatric Practice, London, Routledge, 2000 (ISBN 0-415-21155-7, lire en ligne ), 152
- (en) Charles Edwin Jones, True Method of Promoting Perfect Love: From Debates in the New-York Preachers' Meeting of the Methodist-Episcopal Church, on the Question, What are the Best Methods of Promoting the Experience of Perfect Love?, Foster & Palmer, 2002 (1re éd. 1867)
- (en) James Kiefer, « John & Charles Wesley: Renewers of the Church (3 March 1791) », sur The Lectionary, 2019 (consulté le 9 décembre 2019)
- (en) Henry H. Knight, John Wesley: Optimist of Grace, Eugene, Oregon, Wipf and Stock, 28 février 2018 (ISBN 978-1532646393)
- (en) John A. Knight, « John Fletcher's Influence on the Development of Wesleyan Theology in America », Wesleyan Theological Journal, vol. 13,‎ 1978, p. 13–33 (lire en ligne)
- (en) LAMC, « A brief history and the structure of Methodism » [archive du 14 décembre 2019], Launceston Area Methodist Churches, 2019 (consulté le 10 décembre 2019)
- (en) Mark H. Lane, « John Wesley Receives the Holy Spirit at Aldersgate » [archive du 22 décembre 2015], Bible Numbers for Life, 2015 (consulté le 13 décembre 2015)
- (en) William Law, A Serious Call to a Devout and Holy Life, Peabody, MA, Hendrickson Publishers, 2009
- (en) Anna M. Lawrence, One Family Under God: Love, Belonging, and Authority in Early Transatlantic Methodism, Philadelphia, University of Pennsylvania Press, 2011 (ISBN 978-0812204179)
- (en) Jesse Lee, A Short History of the Methodists in the United States of America, Baltimore, Magill and Clime, 1810 (lire en ligne)
- (en) Jennifer M. Lloyd, Women and the Shaping of British Methodism: Persistent Preachers, 1807–1907, Oxford, Manchester University Press, 2009 (ISBN 978-1-84779-323-2)
- (en) Kenneth Loyer, God's Love Through the Spirit, The Catholic University of America Press, 2014 (ISBN 978-0-8132-2599-9)
- (en) Randy L. Maddox et Jason E. Vickers, The Cambridge Companion to John Wesley, Cambridge, Cambridge University Press, 2010
- (en) Manchester City Council, « Stevenson Square Conservation Area: History », sur Manchester City Council, 2019 (consulté le 17 janvier 2018)
- (en) Gary Martin, « Agree to disagree », sur The Phrase Finder, 2019 (consulté le 13 décembre 2019)
- (en) K. Steve McCormick, « Theosis in Chrysostom and Wesley: An Eastern Paradigm of Faith and Love », Wesley Center for Applied Theology, vol. 26,‎ 1991, p. 38–103 (lire en ligne)
- (en) Calvin McDonald, From the Coffin to the Cross: A Much Needed Awakening, Bloomington Drive, WestBow Press, 2012 (ISBN 978-1-4497-7791-3, lire en ligne)
- (en) G. Howard Mellor, « The Wesleyan Quadrilateral », sur Methodist Evangelicals Together, 2003 (consulté le 26 décembre 2016)
- (en) Andrew Miller, « John Wesley's "Grand Depositum" and Nine Essentials from Primitive Methodism », sur Seedbed, 2012
- (en) Kenneth Morgan, « John Wesley and Bristol », Bristol Historical Association Pamphlets, no 75,‎ 1990 (lire en ligne)
- (en) NYPL Digital Collections, « John Wesley preaching to the Indians », sur The Miriam and Ira D. Wallach Division of Art, Prints and Photographs: Print Collection, The New York Public Library (consulté le 3 février 2021)
- (en) Edward T. Oakes, « John Wesley: A Biography », sur First Things, 2004 (consulté le 13 décembre 2019)
- (en) Glen O'Brien, « "I Wish Them Well, but I Dare Not Trust Them": John Wesley's Anti-Catholicism in Context », Journal of Religious History, vol. 45, no 2,‎ juin 2021, p. 185–210 (ISSN 0022-4227, DOI 10.1111/1467-9809.12736, S2CID 236399013)
- (en) Thomas C. Oden, Christ and Salvation, vol. 2, Grand Rapids, MI, Zondervan, coll. « John Wesley's Teachings », 2012
- (en) Thomas C. Oden, Pastoral Theology, vol. 3, Grand Rapids, MI, Zondervan, coll. « John Wesley's Teachings », 2013 (ISBN 978-0310587095)
- (en) William Parkes, « Watchnight, Covenant Service, and the Love-Feast in Early British Methodism », Wesleyan Theological Journal, vol. 2, no 32,‎ 1997, p. 35–58
- (en) F.M. Parkinson, « Class Tickets », Wesley Historical Society, vol. 1, no 5,‎ 1898, p. 129–137 (lire en ligne)
- (en) Ronald Patterson, The Book of Discipline of the United Methodist Church, 1984, Nashville, TN, United Methodist Publ. House, 1984
- (en) John Pollock, John Wesley, London, Hodder & Stoughton, 1989 (ISBN 978-0-340-50272-3)
- (en) Rod Preece, Sins of the Flesh: A History of Ethical Vegetarian Thought, University of British Columbia Press, 2008 (ISBN 978-0-7748-5849-6, lire en ligne)
- (en) Richard Ratcliffe, « The Family of John and Charles Wesley », My Wesleyan Methodists, 2019 (consulté le 9 décembre 2019)
- (en) Tony Lee Richie, « John Wesley and Mohammed », The Asbury Journal, vol. 58, no 2,‎ 2003, p. 79–99
- (en) Kathy W. Ross et Rosemary Stacey, « John Wesley and Savannah » [archive du 19 janvier 2000], sur Savannah Images Project, 1998 (consulté le 18 septembre 2007)
- (en) Linda A. Ryan, John Wesley and the Education of Children: Gender, Class and Piety, Taylor & Francis, 2017 (ISBN 978-1-3516-0729-2), « Kingswood »
- (en) Fred Sanders, Wesley on the Christian Life: The Heart Renewed in Love, Wheaton, IL, Crossway, 31 août 2013 (ISBN 978-1-4335-2487-5)
- (en) James-Michael Smith, « Wesley's Doctrine of Christian Perfection », Smith, 2010 (consulté le 20 septembre 2016)
- (en) Robert Southey, The Life of Wesley: And the Rise and Progress of Methodism, Evert Duyckinck and George Long ; Clayton & Kingsland, 1820 (lire en ligne), « Wesley in Middle Age »
- (en) Jody Spiak, « The Itinerant System: The Method(ists) Behind the Madness », UMC of Milton-Marlboro, 2011 (consulté le 9 décembre 2019)
- (en) Keith D. Stanglin et Thomas H. McCall, Jacob Arminius: Theologian of Grace, Oxford University Press, 2012 (ISBN 9780199755677)
- (en) Rob L. Staples, « John Wesley's Doctrine of the Holy Spirit », Wesleyan Theological Journal, vol. 21, nos 1–2,‎ 1986, p. 91–115 (lire en ligne)
- (en) Abel Stevens, The History of the Religious Movement of the Eighteenth Century, called Methodism, vol. 1, London, Carlton & Porter, 1858
- (en) John Stoughton, Religion in England Under Queen Anne and the Georges, 1702–1800, vol. 1, Hodder and Stoughton, 1878 (lire en ligne)
- (en) The Asbury Triptych, « John Wesley's Foundry Church », The Asbury Triptych, 2019 (consulté le 9 décembre 2019)
- (en) The Guide to Musical Theatre, « Ride! Ride! », sur The Guide to Musical Theatre, 2014 (consulté le 13 décembre 2019)
- (en) The Methodist Church, The Constitutional Practice and Discipline of the Methodist Church, vol. 2, London, Methodist Publishing, 2020 (ISBN 978-1-85852-389-7)
- (en) The Methodist Church, « History: Social Justice » [archive du 5 octobre 2016], Methodist Church in Britain, 2019 (consulté le 13 décembre 2019)
- (en) The Methodist Church, « The Holy Club » [archive du 5 décembre 2023], The Methodist Church in Britain, 2011 (consulté le 13 décembre 2019)
- (en) The New Room, « New Room Archives », The New Room Bristol, John Wesley's Chapel, 2017 (consulté le 20 juillet 2018)
- (en) Don Thorsen, The Wesleyan Quadrilateral: Scripture, Tradition, Reason, & Experience as a Model of Evangelical Theology, Lexington, Ky, Emeth Press, 2005
- (en) Penelope Thwaites, Ride! Ride!, Surrey, England, Somm Recordings, 2000 (OCLC 844535136)
- (en) Stephen Tomkins, John Wesley: A Biography, Oxford, Lion Books, 2003 (ISBN 978-0-7459-5078-5, lire en ligne)
- (en) Mark Tooley, Minutes of Proceedings of the Royal Artillery Institution, vol. 6, Woolwich, Royal artillery institution, 1870 (lire en ligne)
- (en) Mark Tooley, « John Wesley and Religious Freedom », sur First Things, 2014 (consulté le 13 décembre 2015)
- (en) Robert Leonard Tucker, The Separation of the Methodists from the Church of England, Eugene, Oregon, Wipf and Stock Publishers, 2008 (ISBN 978-1725224049)
- (en) Ruth A. Tucker et Walter L. Liefeld, Daughters of the Church: Women and Ministry from New Testament Times to the Present, Grand Rapids, MI, Zondervan, 2010 (ISBN 9780310877462)
- (en) Karen B. Westerfield Tucker, « John Wesley's Prayer Book Revision: The Text in Context », General Commission on Archives and History, United Methodist Church, vol. 34, no 4,‎ juillet 1996, p. 230–247 (lire en ligne, consulté le 14 octobre 2014)
- (en) Luke Tyerman, The Life and Times of the Rev. John Wesley, M. A., Founder of the Methodists, Hodder and Stoughton, 1876 (1re éd. 1870)
- (en) UMC of Indiana, « The Christmas Gift: A New Church » [archive du 11 décembre 2019], The United Methodist Church of Indiana, 2019 (consulté le 11 décembre 2019)
- (en) Charles Jr Wallace, Susanna Wesley : the complete writings, New York, Oxford University Press, 1997
- (en) Alan K. Waltz, A dictionary for United Methodists, Nashville, Abingdon Press, 1991 (lire en ligne), « Aldersgate »
- (en) Philip S. Watson, Anatomy of a Conversion: The Message and Mission of John & Charles Wesley, Grand Rapids, Mich., Francis Asbury Press (now Zondervan), 1990 (ISBN 0-310-74991-3)
- (en) J. C. Wells, Longman Pronunciation Dictionary, Harlow, UK, Pearson, 2008, 3rd éd.
- (en) John Wesley, Letters of John Wesley, New York, Hodder and Stoughton, 1915 (lire en ligne)
- (en) John Wesley, Primitive Physic, Or, An Easy and Natural Method of Curing Most Diseases, London, 1744 (lire en ligne)
- (en) John Wesley, The Desideratum: Or Electricity Made Plain and Useful by a Lover of Mankind and of Common Sense, London, 1759 (lire en ligne)
- (en) John Wesley, A Plain Account of Christian Perfection : As Believed and Taught by the Rev. Mr. John Wesley from the Year 1725 to the Year 1765, Bristol, 1766, 2e éd. (ISBN 9780665404085, lire en ligne)
- (en) John Wesley, A Collection of Hymns for the Use of the People called Methodists, London, Wesleyan Conference Office, 1779
- (en) John Wesley, The Letters of John Wesley, London, Epworth Press, 1931 (1re éd. 1721–1791) (lire en ligne)
- (en) John Wesley, Thoughts Upon Slavery, Re-printed in Philadelphia, with notes, and sold by Joseph Crukshank., 1774 (lire en ligne)
- (en) John Wesley, The Works of the Rev. John Wesley : in ten volumes, New York, New York : Printed by J. & J. Harper, 1826 (lire en ligne)
- (en) John Wesley et Joseph Benson, The Works of the Rev. John Wesley: in ten volumes, New York, J. & J. Harper, 1827
- (en) John Wesley, The Works of the Reverend John Wesley, A. M., vol. 5, New York, B. Waugh and T. Mason, 1831 (lire en ligne), « Wesley's Rules for Band-Societies »
- (en) John Wesley, The Works of the Reverend John Wesley, A. M., vol. 4, New York, B. Waugh and T. Mason, 1835 (lire en ligne)
- (en) John Wesley et Thomas Jackson, The Works of John Wesley (1872), vol. 1, Kansas City, Mo, Beacon Hill's, 1979 (lire en ligne)
- (en) John Wesley et Thomas Jackson, The Works of John Wesley (1872), vol. 11, Kansas City, Mo, Beacon Hill's, 1979b (lire en ligne)
- (en) John Wesley et Frank Whaling, John and Charles Wesley: Selected Prayers, Hymns, Journal Notes, Sermons, Letters and Treatises, New Jersey, Paulist Press, 1981 (ISBN 0809123681)
- (en) John Wesley, The Works of John Wesley, vol. 1, Nashville, TN, Abingdon Press, 1984
- (en) John Wesley, Wesley's Journal, Grand Rapids, MI, Christian Classics Ethereal Library, 2000a (1re éd. 1738) (lire en ligne)
- (en) Charles Wesley, Charles Wesley: A Reader, New York, Oxford University Press, 2000b (ISBN 978-0-19-802102-5, lire en ligne)
- (en) Cindy Wesley, « What have the sermons of John Wesley ever done for us? John Wesley's sermons and Methodist doctrine », Wesley House, Cambridge, vol. 1, no 1,‎ 2015, p. 131–140 (ISSN 2058-5969, lire en ligne)
- (en) Wesleyan Methodist Magazine, Wesleyan-Methodist Magazine: Being a Continuation of the Arminian or Methodist Magazine First Publ. by John Wesley, London, 1836 (lire en ligne)
- (en) Wesley's Chapel, « History », sur Wesleysheritage.org.uk, Wesley's Chapel and Leysian Mission, 2017 (consulté le 4 février 2021)
- (en) Warren W Wiersbe, The Wycliffe handbook of preaching and preachers, Chicago, Moody Press, 1984
- (en) H. Orton Wiley, Christian theology, vol. 2, Kansas City, MO, Beacon Hill Press, 1940 (lire en ligne)
- (en) Robert J. Williams, « Marking John Wesley's birthday in his words », sur UM News, 2012 (consulté le 13 décembre 2019)
- (en) Kelly Diehl Yates, The Limits of a Catholic Spirit: John Wesley, Methodism, and Catholicism, Cambridge, Lutterworth Press, 2023
- (en) Young Hwi Yoon, « The Spread of Antislavery Sentiment through Proslavery Tracts in the Transatlantic Evangelical Community, 1740s–1770s », Church History, vol. 81, no 2,‎ 2012, p. 355 (DOI 10.1017/S0009640712000637, S2CID 154362919)
- (en) Francis Young, Inferior Office: A History of Deacons in the Church of England, ISD LLC, 2015 (ISBN 978-0-227-90372-8, lire en ligne)
- (en) Charles Yrigoyen, John Wesley: Holiness of Heart and Life, New York, Mission Education and Cultivation Program Dept. for the Women's Division, General Board of Global Ministries, United Methodist Church, 1996, « Wesley John, "Thoughts Upon Slavery" »

### Lectures complémentaires
- Emma Frances Bevan, Jean Wesley, Vevey, F. Guignard, 1886
- Bernard Cottret, Histoire de la Réforme protestante : Luther, Calvin, Wesley XVIe – XVIIIe siècle, Paris, Perrin, 2010, 614 p.
- Bernard Cottret, « Pourquoi Wesley ? Wesley pour quoi ? », Études théologiques et religieuses, vol. 90, no 2,‎ 2015, p. 223-246 (lire en ligne)
- Valdo Durrleman, John Wesley ou l’histoire d’un homme qui avait eu peur de mourir, Paris, « La Cause », 1939
- Edmond Gounelle, John Wesley et le réveil d’un peuple, Genève, Labor et Fides, 1948
- Jérôme Grosclaude, « Le Journal de John Wesley, outil d’évangélisation », L’Eloquence ecclésiastique de la pré-Réforme aux Lumières, Honoré Champion,‎ 2015, p. 507-520 (lire en ligne)
- William Henry Guiton, John Wesley, esquisse de sa vie et de son œuvre, Nîmes, Publications évangélique méthodistes, 1989
- Agnès de LaGorce, Wesley, maître d'un peuple, Paris, Albin Michel, 1940 (lire en ligne)
- Agnès de LaGorce, « Wesley, reformateur de l'Angleterre », Revue des Deux Mondes, Paris, vol. 44,‎ 1938, p. 639-657 (lire en ligne)
- Augustin Leger, La Jeunesse de Wesley : L’Angleterre religieuse et les origines du méthodisme au XVIIIe siècle, Paris, Librairie Hachette, 1910
- Matthieu Lelièvre, John Wesley — Sa vie et son œuvre, Paris, Librairie Evangelique, 1883 (lire en ligne)
- Matthieu Lelièvre, La théologie de Wesley, Nîmes, Publications Évangéliques Méthodistes, 1990 (lire en ligne)
- Fadiedy Lovsky, Wesley, apôtre des foules, pasteur des pauvres, Lausanne, Foi et Victoire, 1977
- Jean Orcibal, « Les spirituels français et espagnols chez John Wesley et ses contemporains », Revue de l'histoire des religions, vol. 139, no 1,‎ 1951, p. 50-109 (lire en ligne)
- W.-Morley Punshon et Matthieu Lelièvre, Wesley et son Temps, Paris, Librairie évangélique, 1878
- Louis J. Rataboul, John Wesley, un anglican sans frontières—1703-1791, Nancy, Presses Universitaires de Nancy, 1977
- Charles de Rémusat, « John Wesley et le Méthodisme », Revue des Deux Mondes, Paris, vol. 85,‎ 1870, p. 350-386 (lire en ligne)
- Théodore Roux, La conversion évangélique de John Wesley, Lenexa, KS, Éditions Foi et Sainteté, 2013 (lire en ligne)
- Samuel Samouélian, John Wesley, petit album du méthodisme, Nîmes, Dépôt des publications méthodistes, 1960
- Patrick Ph. Streiff, « La doctrine de la grâce selon John Wesley - Le méthodisme wesleyen (arminien) en comparaison avec le méthodisme calviniste », sur cmft - Centre Méthodiste de Formation Théologique, 2006 (consulté le 1er août 2019)
- Patrick Ph. Streiff, John Wesley : le prédicateur et sa pensée théologique d'après ses sermons, Charols, Excelsis, 2016
- Richard Watson, Vie du révérend Jean Wesley, vol. 1, Paris, Delay, 1840 (lire en ligne)
- Richard Watson, Vie du révérend Jean Wesley, vol. 2, Paris, Delay, 1840 (lire en ligne)
- Michel Weyer, John Wesley, Paris, Editions Rameau-Sadifa, coll. « Figures du protestantisme d'hier et d'aujourd'hui », 1987
- Mildred Bangs Wynkoop, Les Fondements de la théologie wesleyo-arminienne, Chennevière-sur-Marne, Maison des publications nazaréennes, 1999, 132 p.